# Schloss Versailles

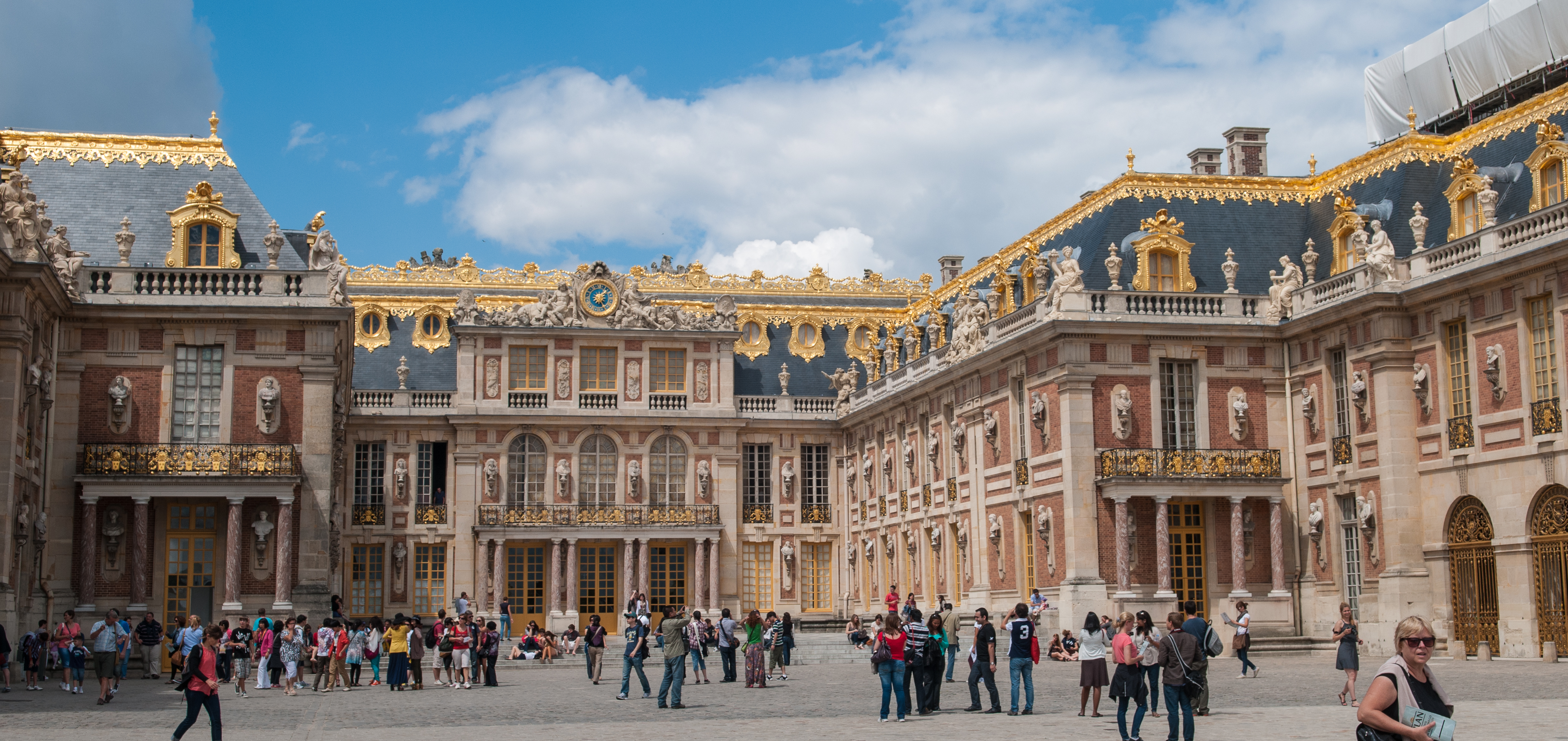
Schloss Versailles, Marmorhof (Cour de Marbre) und Königshof (Cour Royale), 2012

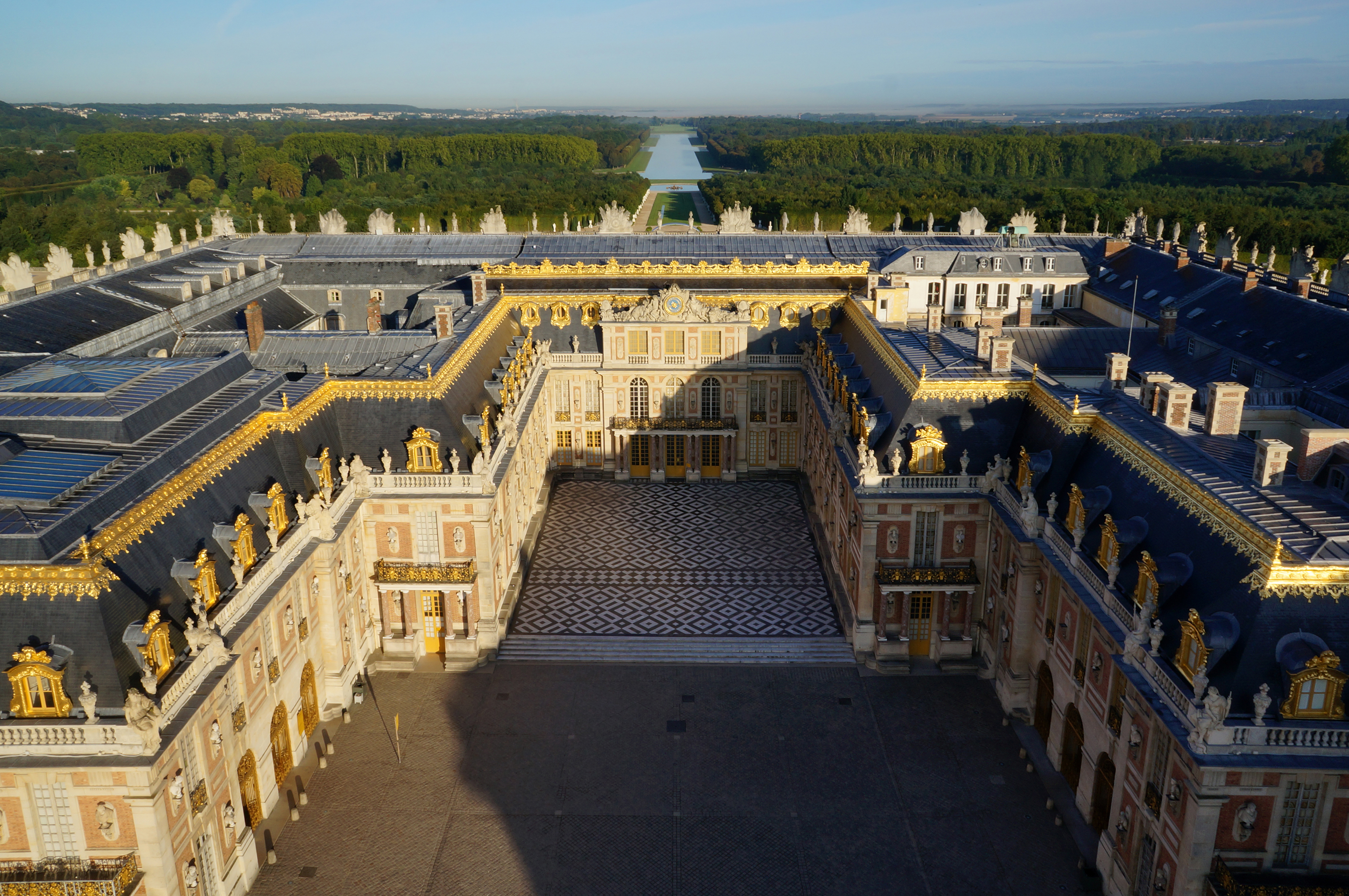
Schloss Versailles, Luftbild von Marmorhof und Königshof (2014). Hinter den mittleren drei Rundbogen-Fenstern liegt seit 1701 das Schlafzimmer des Königs, dahinter im Hintergrund Apollo-Becken und Großer Kanal

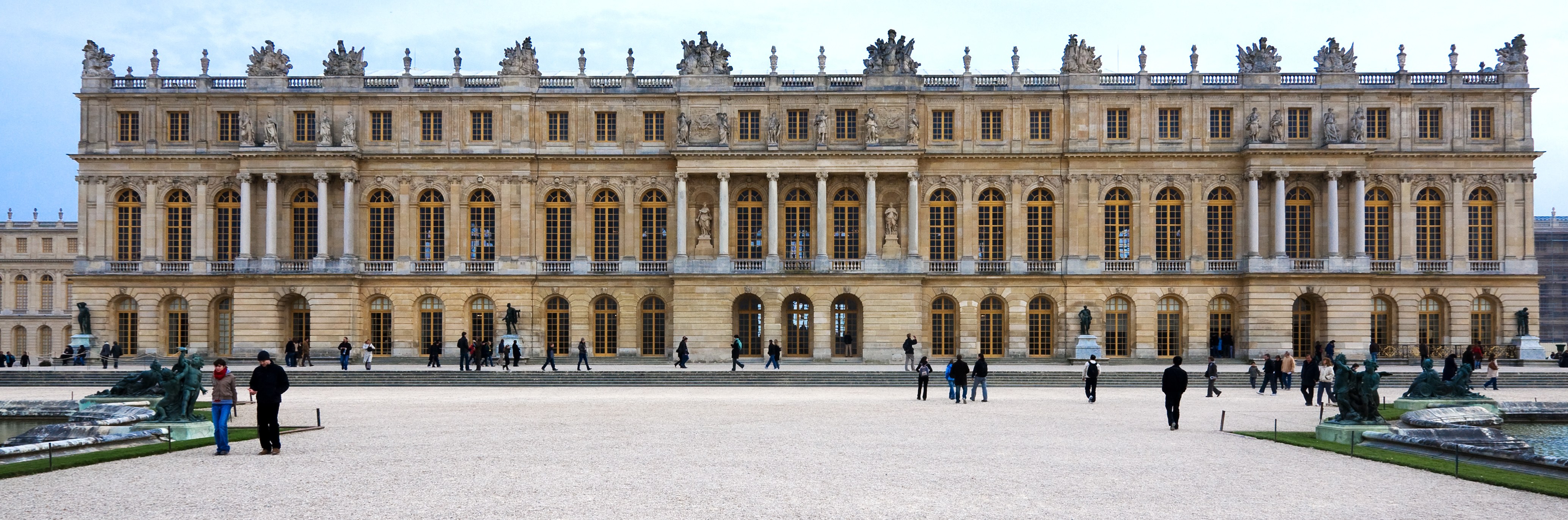
Schloss Versailles, Gartenfassade, das Corps de Logis. Hinter den Bogenfenstern des mittleren Stockwerks befindet sich der Spiegelsaal

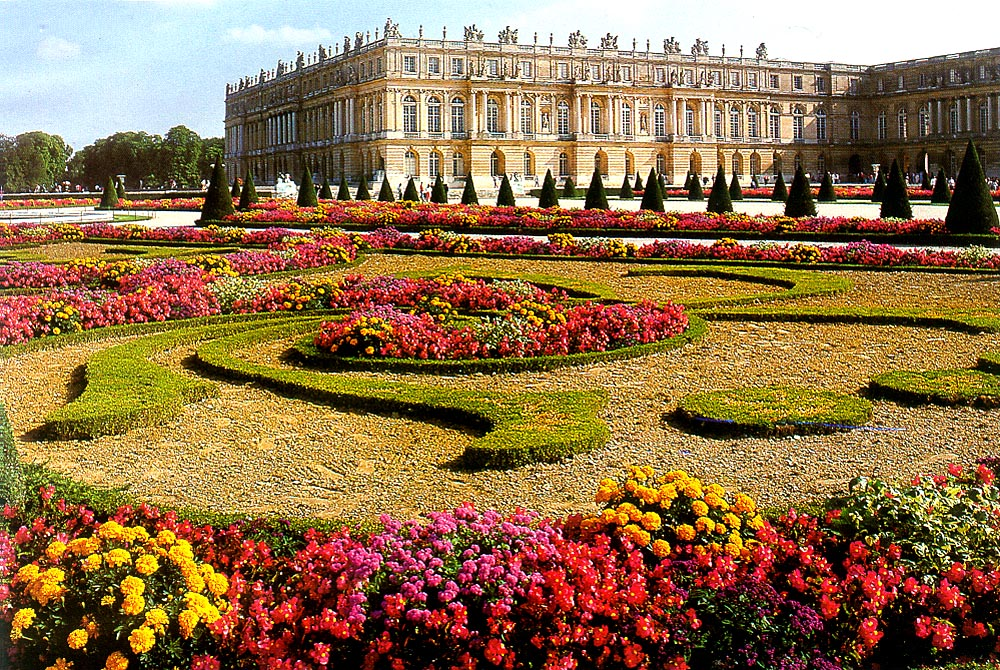
Blick über das Südparterre zum Corps de Logis

Das Schloss Versailles (französisch château de Versailles) in der gleichnamigen Nachbarstadt von Paris ist eine der größten Palastanlagen Europas und war von der Mitte des 17. Jahrhunderts bis zum Ausbruch der Französischen Revolution die Hauptresidenz der Könige von Frankreich. Der Barockbau, dessen größte Ausdehnung mehr als einen halben Kilometer beträgt, gilt als ein Höhepunkt europäischer Palastarchitektur und diente vom 17. bis zum 19. Jahrhundert als Vorbild für zahlreiche weitere Schlossbauten.
Ursprünglich von Philibert Le Roy als Jagdschloss für König Ludwig XIII. errichtet, wurde die Anlage ab 1661 unter Ludwig XIV. durch Louis Le Vau, François II d’Orbay, Jules Hardouin-Mansart und Robert de Cotte in mehreren Phasen um- und ausgebaut. Die Innenausstattung schuf Charles Lebrun, die berühmten Gartenanlagen, die aus einem Jagdpark hervorgingen, stammen von André Le Nôtre. Erst 1682 war der Riesenbau so weit vorangeschritten, dass der „Sonnenkönig“ mit seinem Hofstaat von Schloss Saint-Germain-en-Laye nach Versailles umziehen konnte. In seiner Zeit als Residenz war der Palast fast durchgehend von einem mehrere tausend Personen umfassenden Hofstaat bewohnt und bildete das kulturelle und große politische Zentrum Frankreichs.
Seit dem 19. Jahrhundert wird das Schloss als Museum genutzt. Es steht heute für Besucher offen, ebenso wie die weitläufigen Gartenanlagen und wie die drei weiteren im Park befindlichen Lustschlösser Grand Trianon, Petit Trianon und Hameau de la Reine. Während der Mittelbau mit den Staatssälen des 17. und 18. Jahrhunderts in der ursprünglichen Form zu sehen ist, beherbergen die großen Seitenflügel das im 19. Jahrhundert eingerichtete Museum der Geschichte Frankreichs. 1979 wurde Schloss Versailles in die Liste des UNESCO-Weltkulturerbes aufgenommen.

## Das Schlossgebäude

### Das Bauwerk

#### Der Ursprung: Ein kleines Jagdschloss

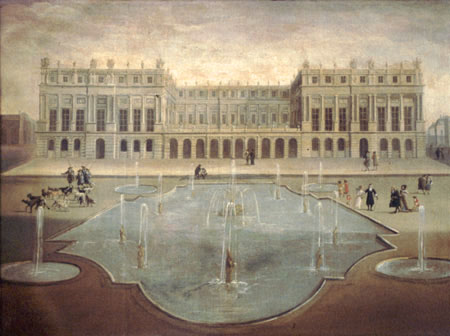
Die Gartenfassade des Corps de Logis mit der Ummantelung. Anstelle der Spiegelgalerie befindet sich hier noch eine Terrasse, die Fenster haben noch keine bogenförmigen Abschlüsse, der Nord- und der Südflügel fehlen noch gänzlich. Gemälde von 1675

Der Ort Versailles vor den Toren der Hauptstadt Paris wurde 1038 erstmals urkundlich erwähnt. Der Wortstamm – versare, d. h. umgraben, umwenden – lässt seine ursprüngliche Bedeutung noch erkennen und verweist auf das kleine Bauerndorf und seine Äcker, die einst hier lagen. Im Dorf Versailles befanden sich im 17. Jahrhundert ein verfallenes kleines Schloss und eine Mühle. Die Ländereien und das Anwesen gehörten zum größten Teil der ansässigen Familie Gondi, ein kleinerer Teil befand sich in königlichem Besitz. Ludwig XIII., der das wildreiche Gebiet der Galie häufig bei Jagdausflügen aufsuchte, nächtigte gelegentlich in dem mittelalterlichen Versailler Schloss und sogar in der Mühle.

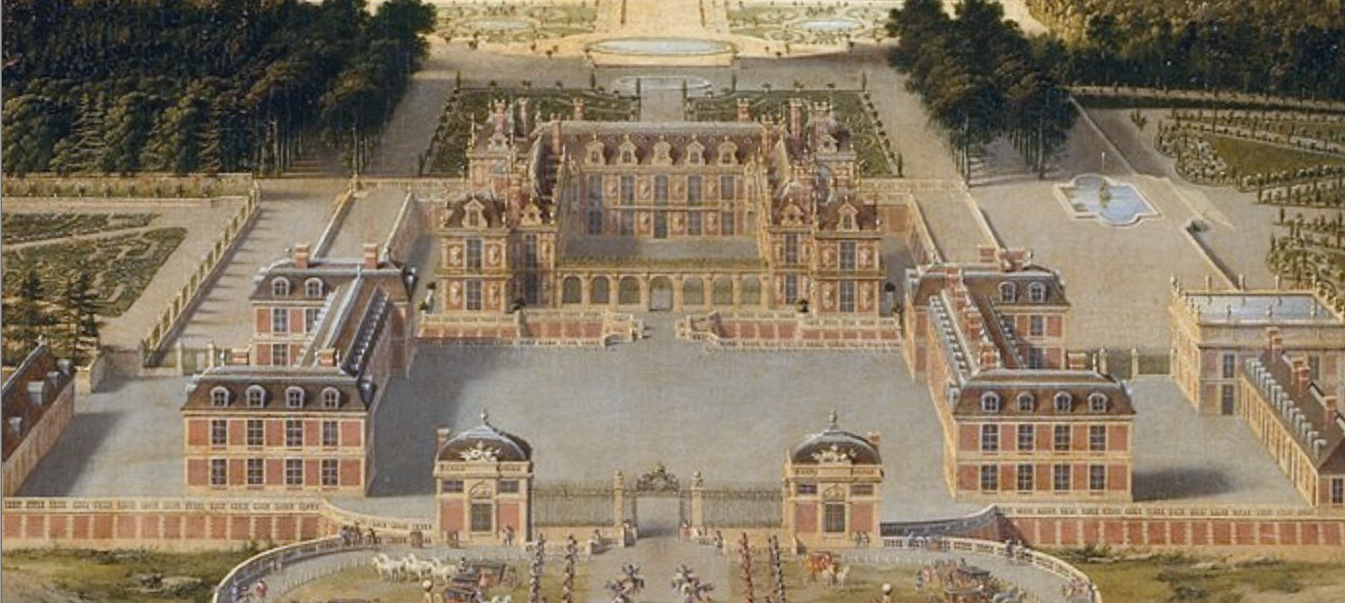
Das Schloss um 1668, Blick auf die stadtwärts gerichtete Seite mit dem Marmorhof kurz vor dem Bau der Ummantelung

1623 ließ sich der König anstelle der Mühle ein kleines Jagdhaus errichten, in dem er 1624 das erste Mal übernachtete. Dieser gelegentlich als Kartenschloss verspottete Ansitz war so klein, dass er nicht einmal Räumlichkeiten für die Königin enthielt. François de Bassompierre bezeichnete das Jagdhaus als „ein armseliges Schloss, bei dem nicht mal ein einfacher Edelmann Neid empfindet“. Nachdem der König Ländereien der Gondi in Versailles hinzu erworben hatte, ließ er das Gebäude von 1631 bis 1634 durch Philibert Le Roy zu einem dreiflügeligen Jagdschloss erweitern. Das verfallene alte Schloss wurde später abgetragen. Das von einem Graben umgebene, aus Backstein erbaute und mit Sandsteinelementen gegliederte neue Versailler Schloss wurde im Stil des frühen französischen Barock errichtet. Dieses Jagdschloss bildet bis heute den Kern der Anlage, es umschließt den Marmorhof, den letzten und kleinsten der drei Ehrenhöfe, die der Stadtseite des Palastes vorgelagert sind. Nach dem Tode Ludwig XIII. ging das Gebäude als Teil des Erbes an seinen Sohn und Nachfolger Ludwig XIV. über. Der junge König residierte nach seiner Regierungsübernahme 1661 regelmäßig in Versailles, das ihm zunächst vor allem als Lustschloss und Sommersitz diente und in dem er große Hoffeste ausrichten ließ.
Den entscheidenden Impuls zum Ausbau des Palastes lieferte wohl der Finanzminister Nicolas Fouquet. Dieser ließ sich mit Vaux-le-Vicomte ein aufsehenerregendes Schloss erbauen, das nicht nur die Kunst des höfischen Barock in Frankreich nachhaltig prägen sollte, sondern auch den Zorn des Königs erregte. Ludwig XIV. vermutete, dass Fouquet die Pracht zu einem Großteil mit dem Griff in die Staatskasse finanzierte. Er warf seinem Minister Untreue vor und ließ ihn verhaften. Das in Vaux geschaffene Gesamtkunstwerk aus Bauarchitektur und Gartenkunst bestätigte den König in seinem Vorhaben, sich eine zeitgemäße Residenz errichten zu lassen. Er zog Fouquets Architekten und Künstler zu Rate und beauftragte sie schließlich mit dem Ausbau des kleinen Schlosses seines Vaters.

#### Ausbau zum Residenzschloss
Entgegen dem Ratschlag des Finanzministers Colbert, der aus Kosten- und Prestigegründen einen Neubau empfahl, weigerte sich Ludwig XIV. für die Versailler Residenz das alte Jagdschloss aufzugeben und so wurde das den späteren Marmorhof umschließende Gebäude im Laufe der Zeit umgebaut und in mehreren Abschnitten in den Neubau integriert. Der König schrieb in seinen Memoiren sogar, selbst wenn das alte Schloss hätte abgerissen werden müssen, so hätte er es ganz genauso wieder errichten lassen, wie es war. Nach anfänglichen kleineren Umbauten ab 1661 bildete der Aachener Frieden von 1668 den Auftakt zu einer ersten Erweiterung des Schlosses. Der U-förmige Mittelbau Ludwigs XIII., Kern des heutigen Corps de Logis, erhielt von 1668 bis 1671 durch Le Vau die enveloppé. Dabei handelte es sich um eine bauliche, sogenannte Ummantelung des alten Schlosses durch zwei neue, äußere Trakte. Die südlichen Flügel der Ummantelung nahmen die Paradezimmer der Königin auf, die nördlichen jene des Königs. Dieser Bau besaß anstelle der späteren Spiegelgalerie noch eine große Terrasse über den gartenseitigen Arkaden des Erdgeschosses.
1677 verkündete der König, Versailles zum künftigen Regierungssitz zu bestimmen. Der damit verbundene Ausbau des Palastes begann im Zuge des Friedens von Nimwegen, der Umzug des Hofstaats erfolgte ab dem 5. Mai 1682. Von 1678 bis 1684 wurde die Terrasse des Corps de Logis samt den ihr benachbarten Salons durch Jules Hardouin-Mansart über- und umgebaut und die Spiegelgalerie, sowie die Salons des Krieges und des Friedens installiert. Die ursprünglich waagerechten Fensterabschlüsse des ersten Stockwerkes wurden durch Rundbogenfenster ersetzt, die mit den Spiegeln der großen Galerie korrespondierten. Mit diesen Baumaßnahmen erhielt die Gartenfassade des Hauptgebäudes ihre heutige Gestalt.

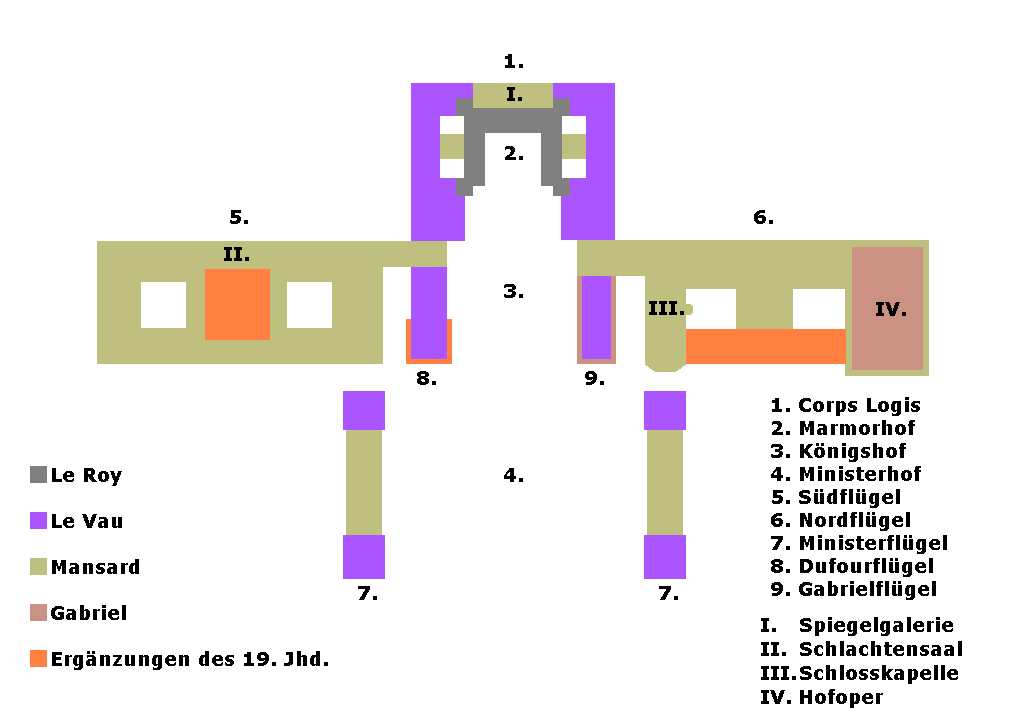
Die verschiedenen Bauphasen des Schlosses mit Lageplan der größten Räume

Um Platz für den Hofstaat zu schaffen, wurden gleichzeitig mit den Erweiterungen am Corps de Logis 1678 die Arbeiten am Südflügel und ab 1685 die am Nordflügel begonnen. Mansart plädierte zudem dafür, das Schloss um ein weiteres Stockwerk zu erhöhen, um so mehr Wohnraum zu erhalten, was der König jedoch aus unbekannten Gründen ablehnte. Beide Flügelbauten bestehen aus jeweils zwei parallel zueinander errichteten langen Gebäuderiegeln, je einer auf der Garten- und einer auf der Stadtseite. Diese sind durch Querbauten mehrfach miteinander verbunden und beinhalten so eine Anzahl kleinerer Lichthöfe. Der Südflügel war 1684 weitgehend fertig gestellt, der später begonnene Nordflügel fünf Jahre darauf. Die Arbeiten an dessen stadtseitig gelegenem Trakt wurden wegen der Kosten des Pfälzischen Erbfolgekrieges jedoch eingestellt und der Bau erst im 19. Jahrhundert vollendet. Für den Bau des Nordflügels musste die Thetis-Grotte, ein mit Statuen geschmücktes Brunnenhaus von 1664, abgerissen werden. Die darin ausgestellten Skulpturen befinden sich heute zum Teil im sogenannten Boskett des Apollo-Bades im Park des Schlosses. Auf dem Standort der Thetis-Grotte erhebt sich der Bau der 1710 durch Robert de Cotte fertiggestellten Schlosskapelle, deren Zugang durch den Nordflügel erfolgt.
Die Flügel des Versailler Schlosses und seiner Nebengebäude gruppieren sich um drei in einer Achse gelegene Hofplätze, die zusammen eine weitgehend zusammenhängende Fläche bilden und vom Zentrum des Schlosses in Richtung der Stadt führen. Den Ausgangspunkt bildet der kleine Marmorhof (Cour de Marbre) des umbauten Jagdschlosses, auf diesen folgt der von den Verlängerungstrakten des Corps de Logis umgebene Königshof (Cour Royale) und schließlich der große Platz des Ministerhofs (Cour des Ministres) mit den freistehenden Ministerflügeln. Da Versailles nicht nur königliche Residenz, sondern auch Regierungssitz war, wurde mit diesen Gebäuden Platz für die Hofbeamten geschaffen. Den Höfen stadtseitig gegenüber stehen der kleine und der große Marstall, umfangreiche Gebäude für die Pferde und den Fuhrpark der königlichen Familie. Östlich, vom Südflügel des Schlosses und dem südlichen Ministertrakt begrenzt, befindet sich außerdem das vierflügelige Grand Commun, ein solitär stehender Wirtschaftsbau von 1682, der die Schlossküchen und Bedienstetenwohnungen für über 1.000 Hofangestellte enthielt.
Nach dem Umzug des Hofes 1682 arbeiteten zeitweise über 22.000 Menschen an und in Versailles, nach den Angaben eines Zeitgenossen erreichte die Zahl der Arbeiter im Jahr 1685 sogar 36.000. Zum Ende des 18. Jahrhunderts war Versailles in seinen heutigen Dimensionen weitgehend fertiggestellt; die Gartenfassade ist 570 Meter breit.

#### Stilistische Einordnung

Panorama auf die stadtseitigen Fassaden.

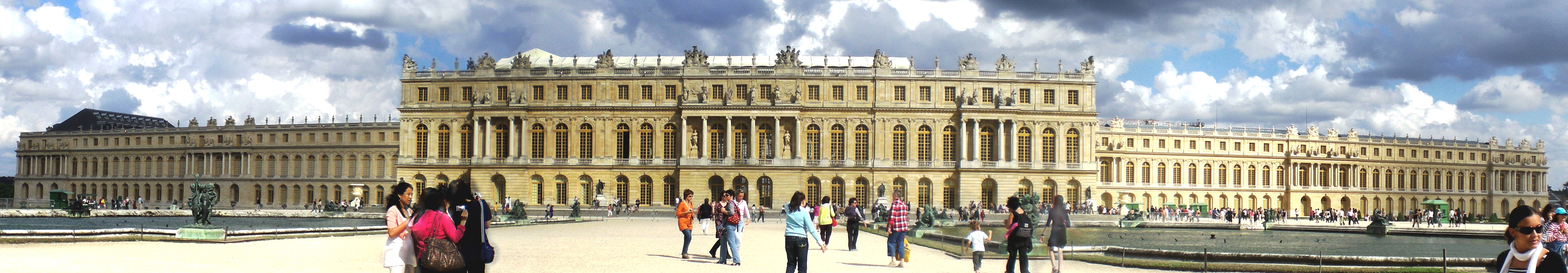
Gesamtansicht der Gartenfassaden, von links nach rechts der Nordflügel, das Corps de Logis und der Südflügel

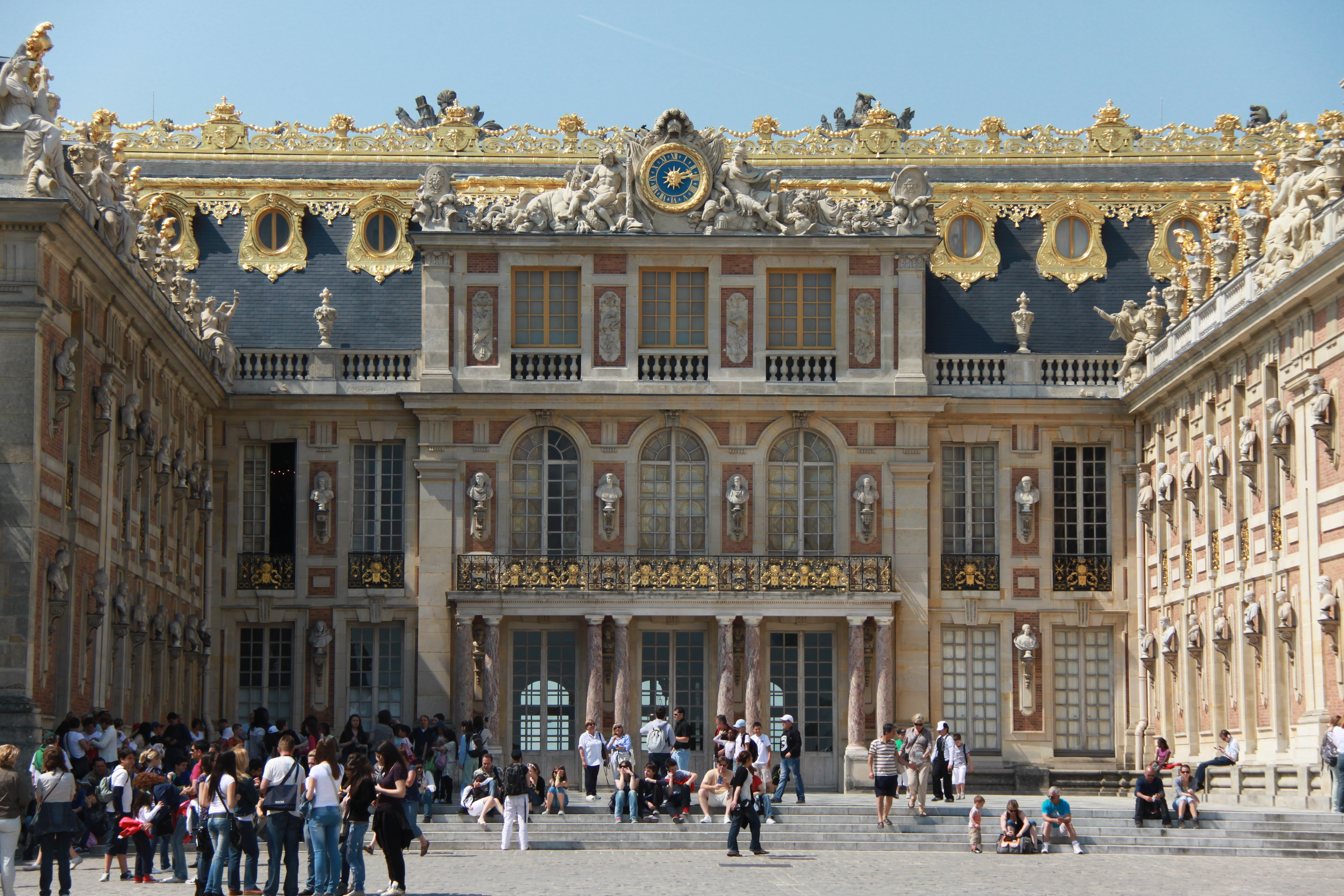
Die Fassaden des Marmorhofs dienten als stilistisches Vorbild für die Stadtseite des Palastes (April 2011)

Das Äußere des Schlosses ist in zwei verschiedenen Stilformen gehalten, die zudem durch die unterschiedliche Addition der einzelnen Baukörper einen konträren Eindruck vermitteln. Die Stadtfassaden bestehen aus zahlreichen Einzelgebäuden, so dass sich dem Betrachter erst beim näheren Hinsehen erschließt, dass sie alle gemeinsam ein großes, zusammenhängendes Gebäude bilden. Die Fassaden des Schlosses folgen hier dem älteren Stil des ursprünglichen Jagdschlosses rund um den Marmorhof und entsprechen noch dem frühen französischen Barock. Sie sind aus rotem Ziegelstein errichtet, der mit Sandsteinelementen gegliedert ist, die Baukörper tragen sichtbare Mansarddächer.

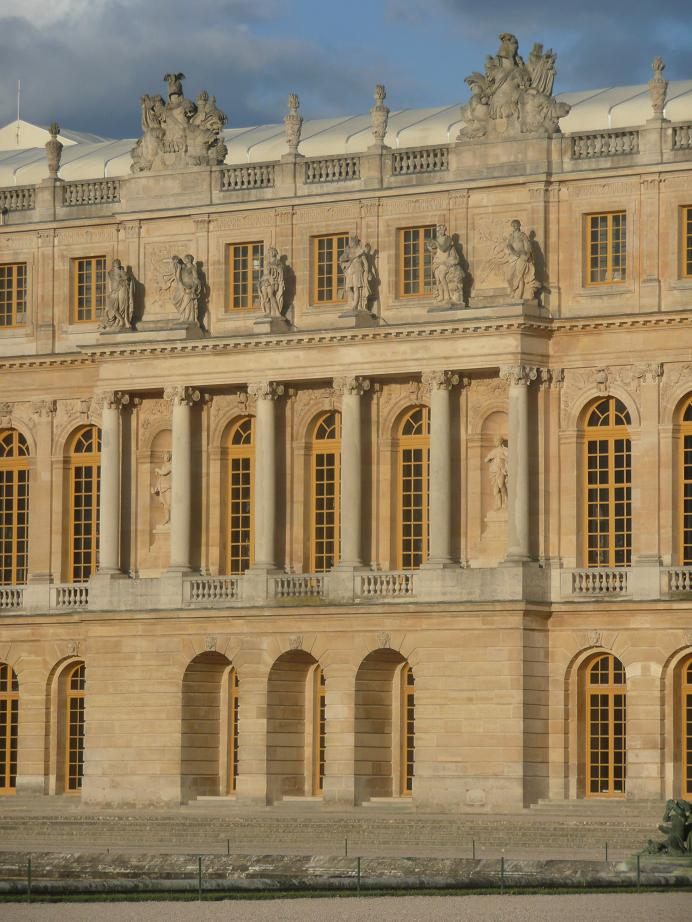
Detailansicht der im Stil des klassizistischen Barocks gestalteten Gartenfassade

Die Gartenfassaden des Schlosses sind im Stil des für Frankreich typischen klassizistischen Barocks gestaltet und gehen damit auf die Vorgabe von Le Vaus Ummantelung zurück. Horizontale Linien dominieren das Bauwerk und nur risalitartig hervorspringende Portale lockern die strengen Sandsteinfassaden auf. Die abschließende Balustrade des Obergeschosses ist mit steinernen Vasen und Trophäendarstellungen dekoriert und verbirgt hinter sich flache Dächer. Die Gartenfassade fasst die Gebäudeteile zu einem großen Block zusammen, dessen Breitenwirkung durch die horizontale Gliederung noch gesteigert wird.
Die verschiedenen Baustile des Schlosses, die majestätisch-monotone Garten- und die kleinteiligeren Stadtfassaden riefen nicht nur Bewunderung, sondern auch Kritik hervor. Versailles steht im völligen Kontrast zu den anderen Barockschlössern Frankreichs, die zumeist nicht nur kleiner, sondern wie Vaux-le-Vicomte oder Maisons-Laffitte auch im Pavillonsystem errichtet wurden. In der Kunstgeschichte werden insbesondere die Gartenfassaden zwar häufig als überwältigend in ihrer Wirkung, aber auch als eintönig beschrieben, Colbert nannte das Schloss einen „Mann mit großen Armen und einem dicken Kopf.“ Der Herzog Saint-Simon bezeichnete den Kontrast der Baustile als „schönes und häßliches, das zusammengenäht wurde“ und über das hinter der Attika verborgene Flachdach schrieb er „man glaubt einen abgebrannten Palast zu sehen, dem das obere Stockwerk und das Dach fehlen.“ Die Kapelle wurde als Riesenkatafalk verspottet und Voltaire bezeichnete sie als einen „erstaunlichen Firlefanz“.

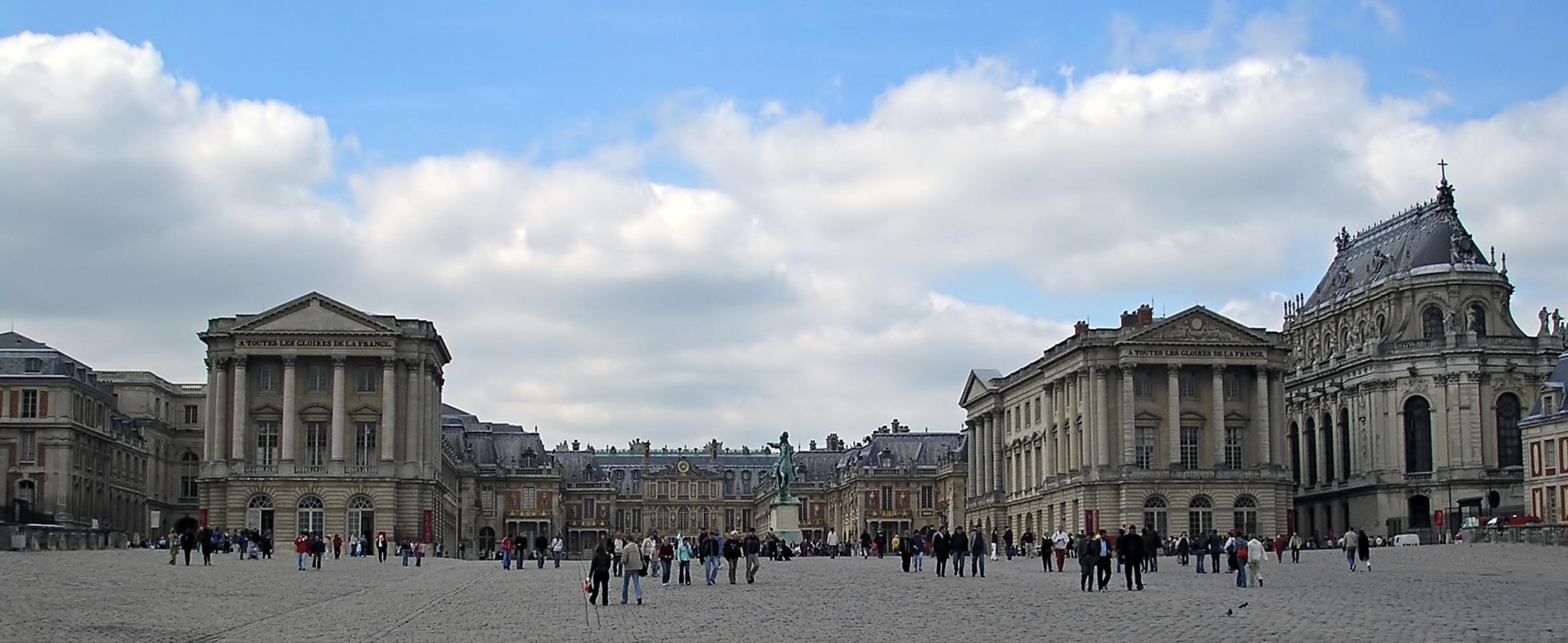
Blick durch die Höfe auf die stadtseitigen Fassaden. Links der Dufourflügel, in der Mitte die Gebäude um den Marmorhof, rechts der Gabrielflügel, am Bildrand die Kapelle

Zur Zeit Ludwigs XV. wurde eine als grand dessin bezeichnete Neugestaltung der Stadtseite im Stil des Klassizismus erwogen. Die alten Fassaden dort sollten, den Gartenfassaden ähnlich, mit Haustein überbaut werden. Auch war über dem Hauptgebäude eine Kuppel geplant. Die Leitung dieses Projekts übernahm Ange-Jacques Gabriel. Letztlich erfolgte aus finanziellen Gründen jedoch ab 1771 nur der Umbau eines zu dieser Zeit baufälligen, stadtwärts gerichteten Trakts, der seit jener Zeit Gabrielflügel genannt wird. Der Pavillon des gegenüberliegenden Gebäudes, des Dufourflügels, wurde erst um 1820 angepasst und die Symmetrie der Hoffassade knapp ein halbes Jahrhundert nach Beginn der Umbauarbeiten halbwegs wiederhergestellt. Die parallel gegenüberstehenden Gebäudeteile tragen noch heute verschiedene Fassadenstile. 1780 durch Étienne-Louis Boullée vorgelegte Pläne zu einer vollständigen Neugestaltung des Schlosses im Sinne der Revolutionsarchitektur wurden nicht realisiert.

### Das Innere des Schlosses

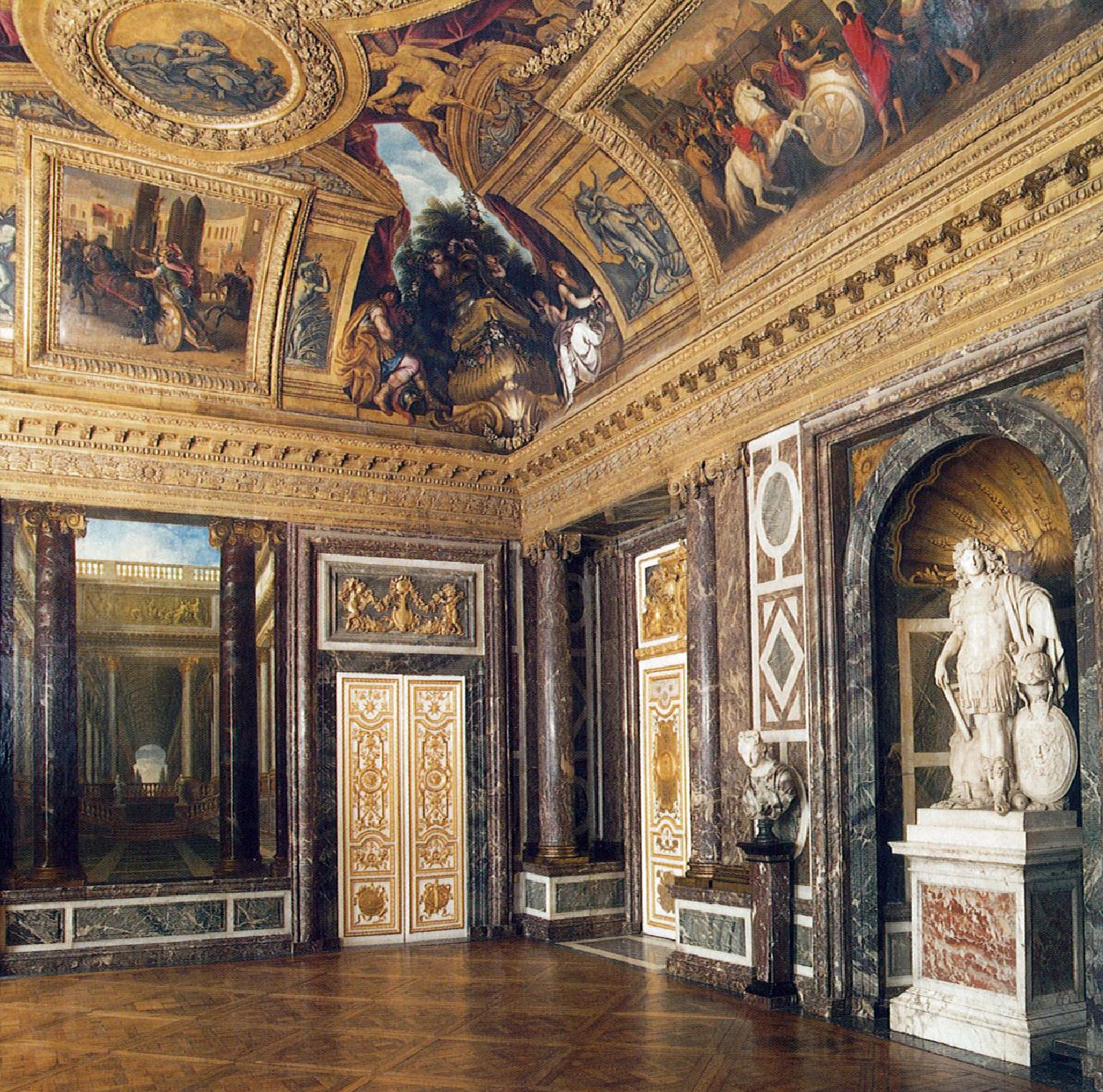
Der Salon de Vénus im Grand Appartement du Roi, 1660er–1670er Jahre

Das Corps de Logis mit dem integrierten alten Schloss enthielt die Wohnräume des Königs im Norden und jene der Königin im Süden, außerdem die Appartements der königlichen Kinder, der Mätressen, sowie die offiziellen Staatssäle. Die großen Seitenflügel und die Nebengebäude des Schlosses waren für die Aufnahme des Hofstaats vorgesehen. Der gartenseitige Trakt des Südflügels wurde auch als Prinzenflügel bezeichnet, da er die Wohnräume der Prinzen von Geblüt enthielt. Der stadtseitige Trakt des Südflügels, sowie der gartenseitige Nordflügel dienten den Courtiers, also den übrigen Höflingen, als Wohnraum. Je nach Stand und Rang erhielten die Schlossbewohner zum Teil mehrere Zimmer große Appartements mit Wohn- und Arbeitszimmern, Ankleideräumen und Küchen zur Verfügung gestellt oder lediglich kleine, zum Teil nicht einmal beheizbare Kammern, die nur kurzen Aufenthalten dienen konnten. 1789 beinhaltete das Schloss 288 Wohnungen, 1.252 heizbare Räume und 600 Räume ohne Kamin. Die königliche Familie bewohnte weitere 152 Zimmer.

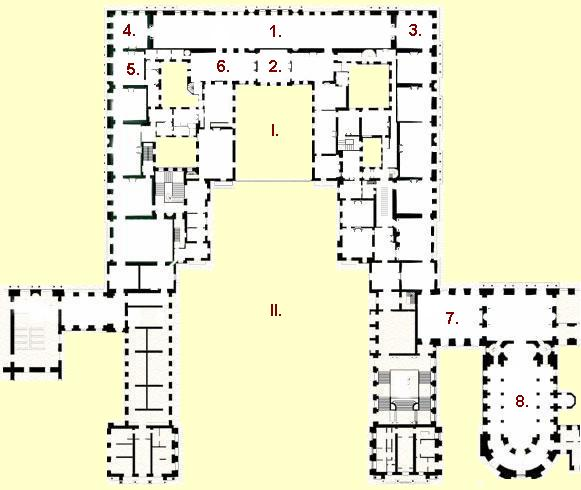
Grundriss des 1. Obergeschosses des Corps de Logis seit dem 19. Jahrhundert. Die wichtigsten Räume sind der Spiegelsaal (1), das königliche Schlafzimmer (2.), der Kriegsaal (3.), der Friedenssaal (4.), das Schlafzimmer der Königin (5.), der Ochsenaugensaal (6.), der Herkulessalon (7.) und die Schlosskapelle (8.)

Im Laufe der Jahrhunderte wurden im Inneren des Schlosses immer wieder Änderungen und Umbauten vorgenommen. Liselotte von der Pfalz berichtete in einem ihrer Briefe über das Schloss: „Es gibt keinen Teil, der nicht zehnmal verändert worden ist.“ Es sind nicht nur die Säle und Salons dem sich verändernden Zeitgeschmack entsprechend neu dekoriert worden (die Wandbespannungen in vielen Räumen waren mobil und wurden zum Sommer und Winter mit unterschiedlichen Stoffen und Motiven behangen), sondern ganze Appartements wurden verändert, Türen versetzt und Zimmer neu angeordnet. So etwa „wanderte“ das Schlafzimmer Ludwigs XIV., das ursprünglich spiegelverkehrt dem der Königin Maria Theresa gegenüberlag, nach deren Tod südwärts, bis es hinter der Spiegelgalerie im Zentrum des Schlosses und nach Osten zur aufgehenden Sonne ausgerichtet seinen Platz fand. Der Escalier des Ambassadeurs, die einst berühmte Gesandtentreppe im Nordflügel, welche eine herausragende Rolle im Zeremoniell Ludwigs XIV. gespielt hatte und bald darauf auch in Deutschland (etwa in Schleißheim, Pommersfelden, Würzburg oder Brühl) zum Vorbild für großartige Treppenhäuser geworden war, wurde 1752 unter Ludwig XV. wieder abgebrochen, um Platz für weitere Wohnräume zu machen, was auch den Bedeutungsverlust protokollarischer Zeremonien in der Rokokozeit widerspiegelt. (Im Schloss Herrenchiemsee ließ Ludwig II. sie um 1880 anhand von zahlreichen Stichen und Plänen nahezu vorbildgetreu rekonstruieren.)
Den Umbauarbeiten zum Museum und der Installation der großen Ausstellungsräume im 19. Jahrhundert sind schließlich die Appartements im Nord- und Südflügel zum Opfer gefallen.

#### Die Innenräume
Von den ursprünglich über 200 Appartements des Schlosses sind in der Gegenwart nur noch die Räumlichkeiten im Corps de Logis erhalten, bzw. rekonstruiert. Es handelt sich vorwiegend um die Prunkgemächer des Königs und der Königin, deren jeweilige Privatkabinette sowie um einige weitere Appartements verschiedener Familienmitglieder. Von den Wohnungen des Hofstaats in den großen Seitenflügeln existiert heute keine mehr.

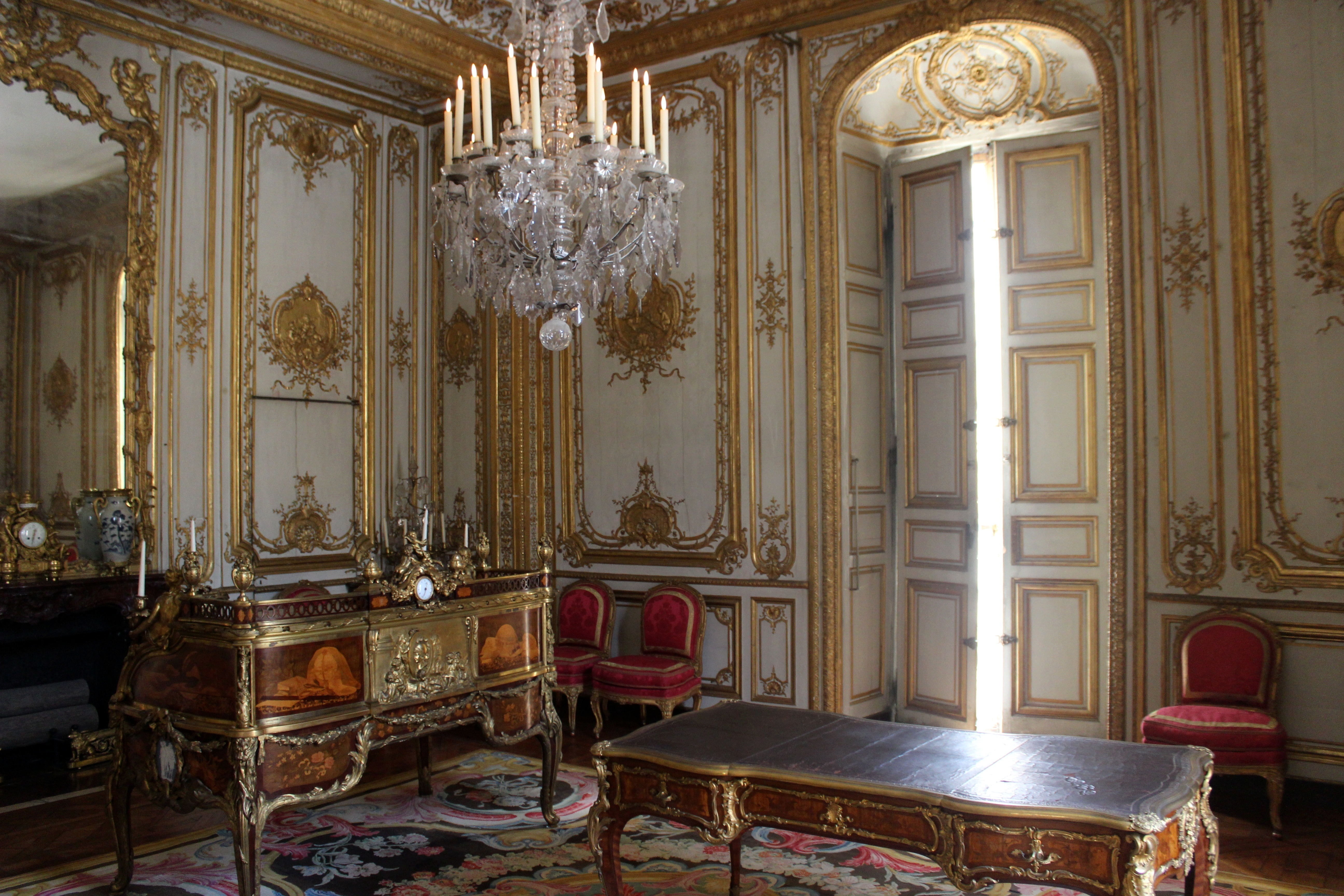
Inneres Kabinett des Königs, mit dem berühmten Schreibtisch Ludwigs XV.

Die Staatssäle des Ancien Régimes entstammen noch dem schweren Stil des Louis-quatorze und wurden – abgesehen von der Möblierung – von den Nachfolgern des Sonnenkönigs kaum verändert. Unter Ludwig XV. und seiner Familie fand ein begrenzter Einzug von Privatsphäre statt, die in den intimeren Appartements ihren Ausdruck im Stil des Louis-quinze fand. Letzte bedeutende Veränderungen fanden unter Ludwig XVI. und seiner Frau Marie-Antoinette statt, die ihre Räume zum Teil im Stil des Louis-seize umgestalten ließen. Die ursprünglich reiche Ausstattung des Schlosses umfasste neben den wandfesten Dekorationen und dem Deckenschmuck mehrere tausend Möbelstücke, Leuchter, Lüster und andere Gegenstände des Kunsthandwerks. Die aus dem 17. und 18. Jahrhundert stammenden Einzelteile gingen unter anderem auf die Werkstätten von André-Charles Boulle, Georges Jacob und Johann Heinrich Riesener zurück. Das Mobiliar ging in der Zeit der Revolution zum Teil durch Plünderung, vor allem aber durch eine große Versteigerung zwischen 1793 und 1794 verloren; damals wurden über 17.000 Stücke in den Verkaufskatalogen angeboten. Im 19. Jahrhundert, nach der Umgestaltung des Schlosses in das Museum, konnten Teile der einstigen Ausstattung zurück erworben werden. Das fehlende Mobiliar wurde durch neue Arbeiten im Stil des Empire, unter anderem von François Jacob-Desmalter, ergänzt.
Zu den bedeutenden Räumen des Schlosses zählen unter anderem der als Vorzimmer des Königs dienende und nach zwei großen, runden Fenstern benannte Ochsenaugensaal (Salon Oeil de boeuf), der Herkulessalon, der die frühere Kapelle ablöste oder das Schlafzimmer der Königin im Südtrakt des Corps de Logis. Die wichtigsten Räume innerhalb des Hofalltags bildeten jedoch der Spiegelsaal und das angrenzende Schlafzimmer des Königs, sowie die Schlosskapelle und, als ihr profanes Gegenstück, die als letztes Gebäude unter dem Ancien Régime errichtete Hofoper.

#### Die Spiegelgalerie und das königliche Schlafzimmer

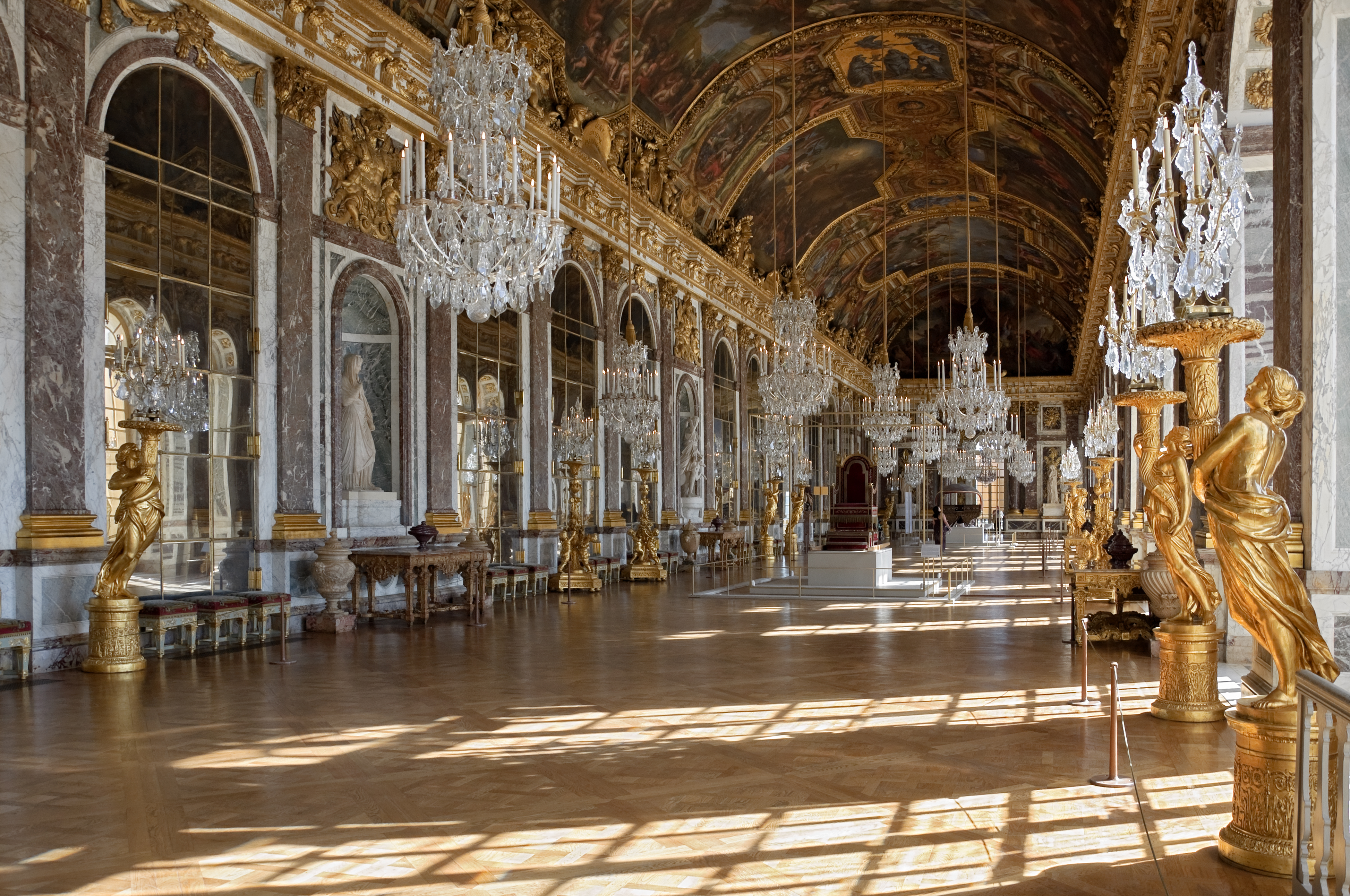
Die Spiegelgalerie, Blick in Richtung des Friedenssaals

Der Mittelbau des Schlosses wird im ersten Geschoss auf seiner gesamten Breite von der Raumflucht der fast 75 Meter langen und mehr als 10 Meter breiten Versailler Spiegelgalerie (Galerie des Glaces, auch Galerie de Louis XIV., Spiegelsaal) und von den benachbarten Salons des Krieges und des Friedens eingenommen. Die Salons waren einst die Übergänge zu den königlichen Wohnräumen, wobei der Kriegssaal dem König und der Friedenssaal der Königin gewidmet war. Der Spiegelsaal verband die Appartements des Königspaares und macht mit seinen 30 stuckgefassten, den König verherrlichenden Deckengemälden, den insgesamt 357 Spiegelflächen und marmornen Pilastern einen überwältigenden Eindruck. Die siebzehn großen Spiegel entsprechen in Größe und Gestaltung den gegenüberstehenden Bogenfenstern der Gartenfassade. Sie holen optisch den Park ins Innere des Raums und reflektieren sowohl das einfallende Licht tagsüber als auch den Kerzenschein am Abend. Die gesamte Länge des Saals wird von einem Gewölbe überspannt, das sich in dem in der Fassade sichtbaren Attikageschoss befindet.

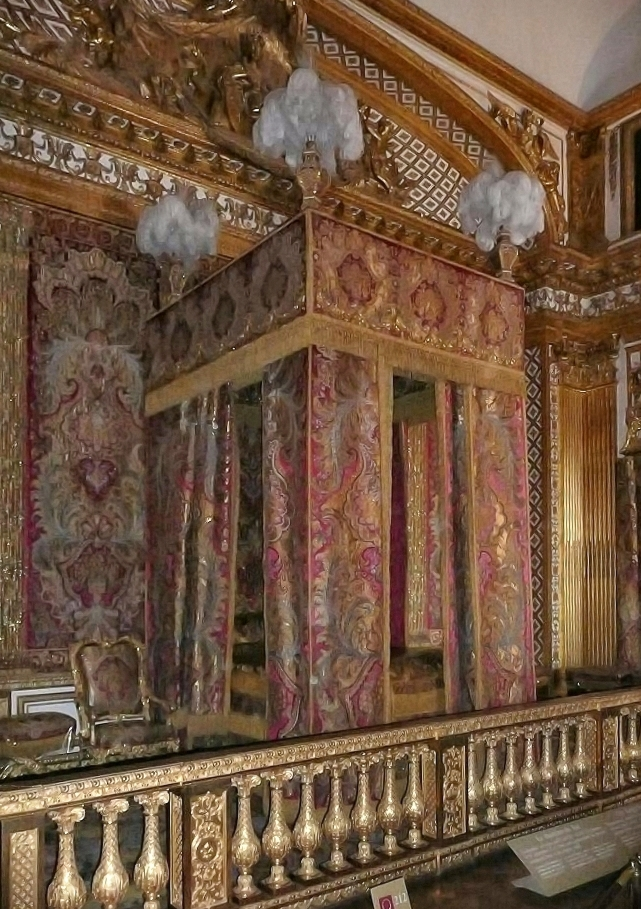
Das Bett des Königs im zentralen Schlafzimmer des Schlosses

Die Spiegelgalerie wurde zwar auch als Festsaal genutzt, doch diente sie hauptsächlich als eine Art überdachte Promenade, in der man sich aufhielt, um seine Gegenwart bei Hofe zu zeigen, und wo man hoffte, dem König aufzufallen. Da es nicht gestattet war, den König direkt anzusprechen, musste man auf seine Zuneigung oder die Fürsprache einer höhergestellten Person hoffen. Die Ausmaße des Spiegelsaals waren durchaus beabsichtigt so groß bemessen, dass der Herrscher unliebsame Bittsteller im weiten Vorübergehen ignorieren oder anderen durch ein Gespräch seine Zuneigung erweisen konnte.
In der Mitte des Saals liegen die Übergänge zum mittleren Schlafzimmer. Einst befand sich dort ein Salon, der die Verbindung zwischen den Gemächern des Königs und der Königin bildete. Mit dem Tod Maria Theresas war diese Aufteilung der Raumfluchten bedeutungslos geworden, und so wurden dort erst ein Ankleidezimmer und 1701 dann das Prunkschlafzimmer Ludwigs XIV. eingerichtet. Dies ist der Ort der berühmten Zeremonien des Lever und des Coucher, des Aufstehens und Schlafengehens des Königs, der hier, im Mittelpunkt des Schlosses, gleichsam dem Mittelpunkt seines Reiches, nächtigte. In diesem Zimmer starb Ludwig XIV. am 1. September 1715.

#### Die Schlosskapelle und das Opernhaus

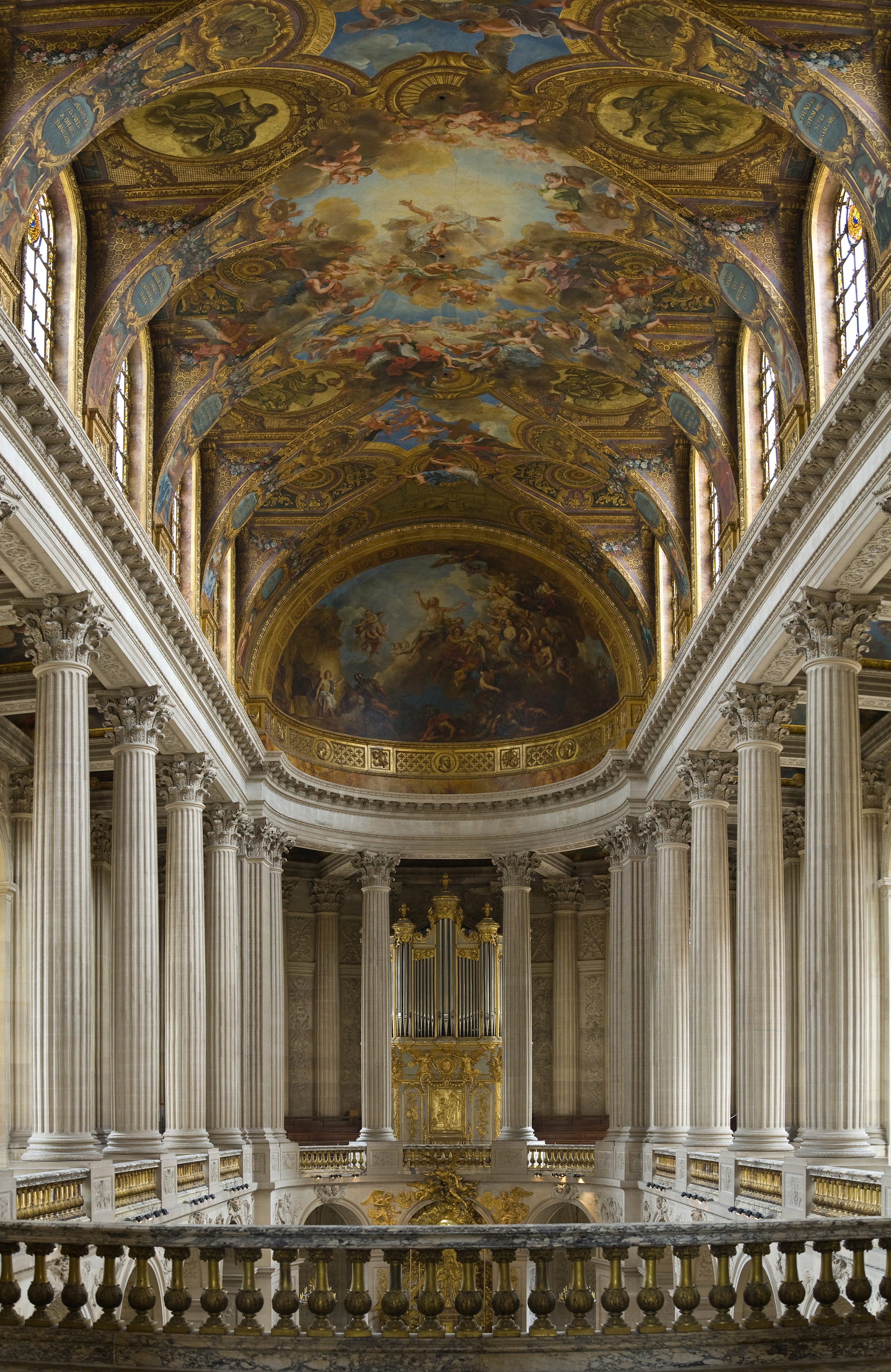
Die Schlosskapelle, Blick von der Empore in den Kirchenraum

Bevor der Palast die heutige Versailler Schlosskapelle am Nordflügel erhielt, war der Kirchensaal in wechselnden Räumen untergebracht, unter anderem auch im späteren Herkulessalon. Jules Hardouin-Mansart plante ursprünglich eine kuppelüberwölbte Kapelle in der Mitte des Nordflügels, diese Pläne wurden aber wieder fallen gelassen. Die finanziellen Mittel für ein eigenes Kirchengebäude innerhalb des Schlosskomplexes standen erst nach dem Frieden von Rijswijk zur Verfügung. Mansart begann mit dem Bau 1699, konnte ihn aber durch seinen Tod 1708 nicht vollenden, den Auftrag übernahm Robert de Cotte. Die dem Heiligen Ludwig geweihte Kapelle ist zweistöckig und 25 Meter hoch. Die obere Etage war dem König und der königlichen Familie vorbehalten, auf der unteren Ebene saß der Hof. In ihrer Form schafft sie eine Verbindung von der mittelalterlichen Gotik zum barocken Gotteshaus. Drei Fresken verschiedener Maler stellen die Themen Gottvater, Sohn und Heiliger Geist dar. Die Orgel der Kirche wurde 1711 von Robert Clicquot erbaut und wurde 1995 unter Verwendung von 2 % Originalmaterial rekonstruiert. In der Kapelle fand unter anderem die Trauung Ludwigs XVI. und Marie-Antoinettes statt.
Das Schloss verfügte zur Zeit des Sonnenkönigs noch über keinen festen Theatersaal. Schau- und Singspiele wurden je nach Umfang in verschiedenen Räumen aufgeführt, für Schauspieler und Musiker konnten mobile Tribünen aufgebaut werden. Das heutige Opernhaus am äußersten Ende des Nordflügels gehört zu den letzten großen Baumaßnahmen des Ancien Régime, es wurde anlässlich der Hochzeit Marie-Antoinettes mit dem späteren Ludwig XVI. errichtet. Der Opernsaal diente sowohl für Bankette, Singspiele als auch Theateraufführungen. Das aus Gründen der Akustik vollkommen aus Holz gebaute Theater für 712 Zuschauer wurde von Ange-Jacques Gabriel 1769 bis 1770 im Nordflügel eingerichtet. Die Bühnentiefe und -höhe beträgt 21 Meter, bei einer Portalbreite von etwa sieben Metern. Die königliche Loge ist im unteren Rang versteckt und nicht durch einen Balkon hervorgehoben, um Ludwig XV. zu ermöglichen, ungesehen zu kommen und zu gehen. Dies ist ein Hinweis auf das privatere Zeremoniell unter den Nachfolgern des Sonnenkönigs.

## Symbolik und Kosten

### Symbolik des Schlosses

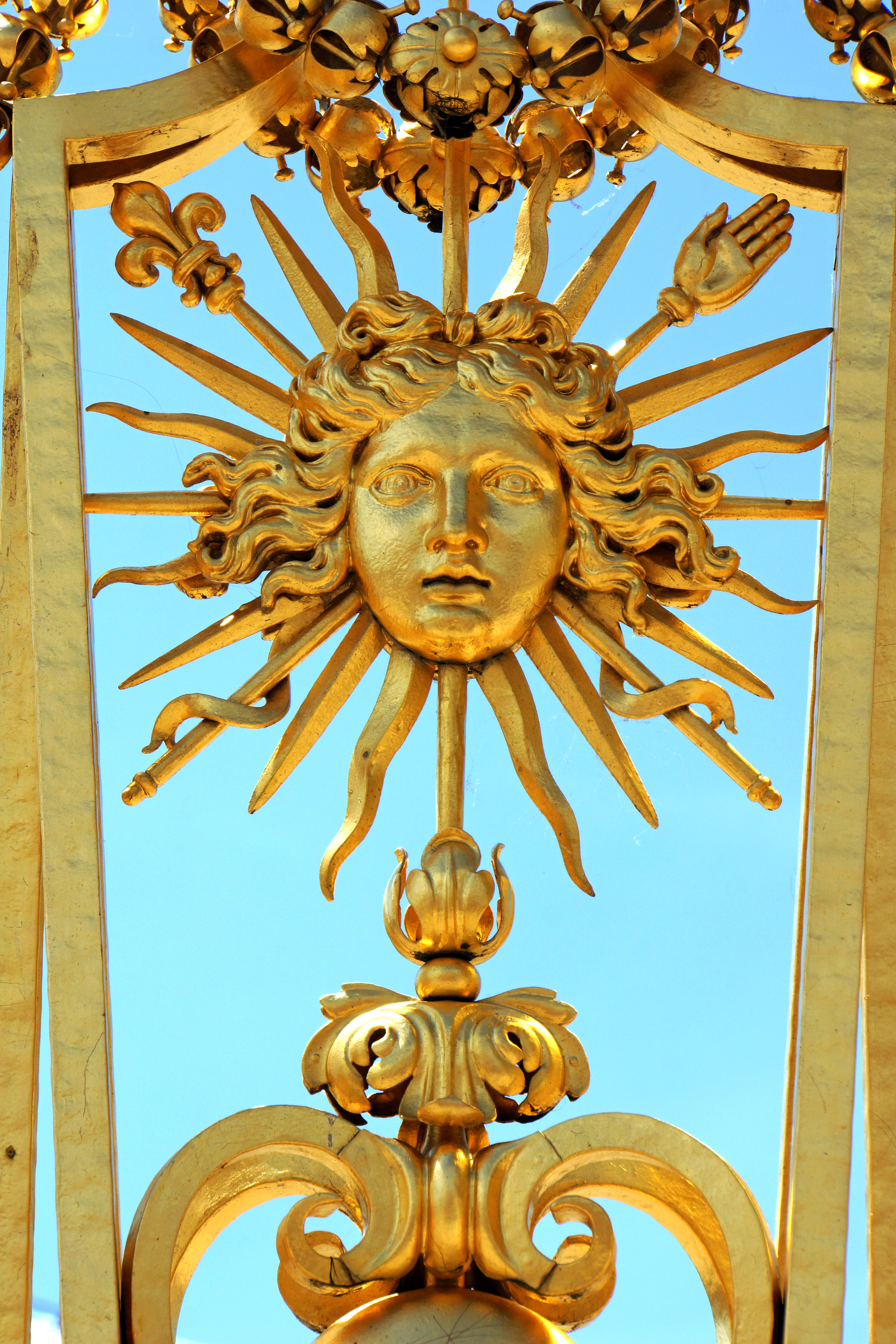
Emblem des Sonnenkönigs mit Apollo-Kopf, Sonnenstrahlen und Szepter mit französischer Lilie am königlichen Gitter von Versailles (22. Juni 2014)

Neben der offensichtlichen Zurschaustellung von Luxus und Reichtum diente das Schloss auch einer subtileren Darstellung des Ruhms und der Macht des Königtums. Die unter Ludwig XIV. angelegten Staatsräume und Säle verherrlichen den Sonnenkönig. Die Dekoration des Stucks und die Themen der Gemälde sind auf seine wirtschaftlichen und politischen Erfolge abgestimmt und künden von seinen Feldzügen und Siegen. Eine große Rolle nahmen außerdem die römische und die griechische Mythologie ein, mit deren Motiven die oberen Gesellschaftsschichten des 17. und 18. Jahrhunderts wohlvertraut waren. Die Mythologie wurde als Gleichnis eingesetzt und Ludwig XIV. wiederholt als Gott Apollon dargestellt, was der Hofgesellschaft zahlreiche Interpretationen ermöglichte. Die Darstellung als antiker Gott der Sonne und des Lichts verlieh Ludwig XIV. zudem die Aura eines mystischen, höchsten Wesens, ohne zugleich mit der Kirche in Widerspruch zu geraten – denn den Rang des Königs mit dem christlichen Gott gleichzusetzen, war auch im absolutistischen, aber immer noch katholisch geprägten Frankreich unmöglich und wäre einem Sakrileg gleichgekommen. Der Vergleich mit Apollon dagegen bekräftigte seinen Ruf als Sonnenkönig.

### Kosten und Finanzierung
Obwohl der französische Haushaltsplan immense Ausgaben für das Schloss vorsah, war das Geld in Versailles immer knapp und die Bauphasen konnten nur in den Friedenszeiten zwischen den Reunionskriegen vorangetrieben werden. Nachdem Ludwig XIV. den Pfälzischen Erbfolgekrieg begonnen hatte, musste er 1689 sogar das berühmte Silbermobiliar der Spiegelgalerie verkaufen und einschmelzen, um die Kriegsausgaben zu bestreiten. Viele geplante Bauvorhaben, wie der oben beschriebene Umbau der Stadtfassaden, konnten aus Kostengründen nicht in Angriff genommen werden. Fast alle Aufträge wurden ausgeschrieben, Voranschläge unbedingt eingehalten und die Armee in Friedenszeiten zu Bauarbeiten herangezogen. Der Sonnenkönig selbst sagte: „… am liebsten wird mir immer alles sein, was möglichst schön ist und wenig kostet“. Was den meisten Betrachtern als unglaublicher Luxus erschien, war in Wirklichkeit so kostengünstig wie nur möglich gebaut, was zur Folge hatte, dass die Kamine oft nicht zogen, die Fenster nicht richtig schlossen und das Leben dort im Winter sehr unkomfortabel war.
Bereits zwischen 1661 und 1663 waren mehr als 1.500.000 Livres für das Schloss ausgegeben worden. Der erste Bau Ludwigs XIII. hatte insgesamt gerade einmal 300.000 Livres verbraucht, wovon 213.000 auf das Schloss verwendet und weitere 82.000 für die Gärten benötigt wurden. Im Zeitraum von 1664 bis 1688 wurde jährlich durchschnittlich eine Million Livres in Versailles verbaut. Der französische Staatshaushalt verfügte in den 1680er Jahren über ein Budget von etwa 110 Millionen Livres, wovon Ludwig nach dem Frieden von Nimwegen 15 Millionen für seine Bautätigkeiten genehmigt bekam. Bis zum Tode des Sonnenkönigs sollen 300 Millionen Livres in die Versailler Schlösser, den Park, die Ausstattung und den Unterhalt geflossen sein. Fünfzig bis sechzig Millionen allein für das Mobiliar und zwei Millionen für den Bau des Eure-Kanals. Bescheiden nimmt sich dagegen die Leibpension für die bei Unfällen verstorbenen Arbeiter aus, deren Familien im Schnitt 40 bis 100 Livres als Hinterbliebenenrente erhielten.

## Der Außenbereich

### Die Gartenanlagen

Gesamtplan von Schloss und Park, Delagrive, 1746. Das Schloss befindet sich im rechten Bilddrittel, oberhalb des kreuzförmigen Kanals liegt das Gut Trianon mit dem bereits existierenden Schloss Grand Trianon.

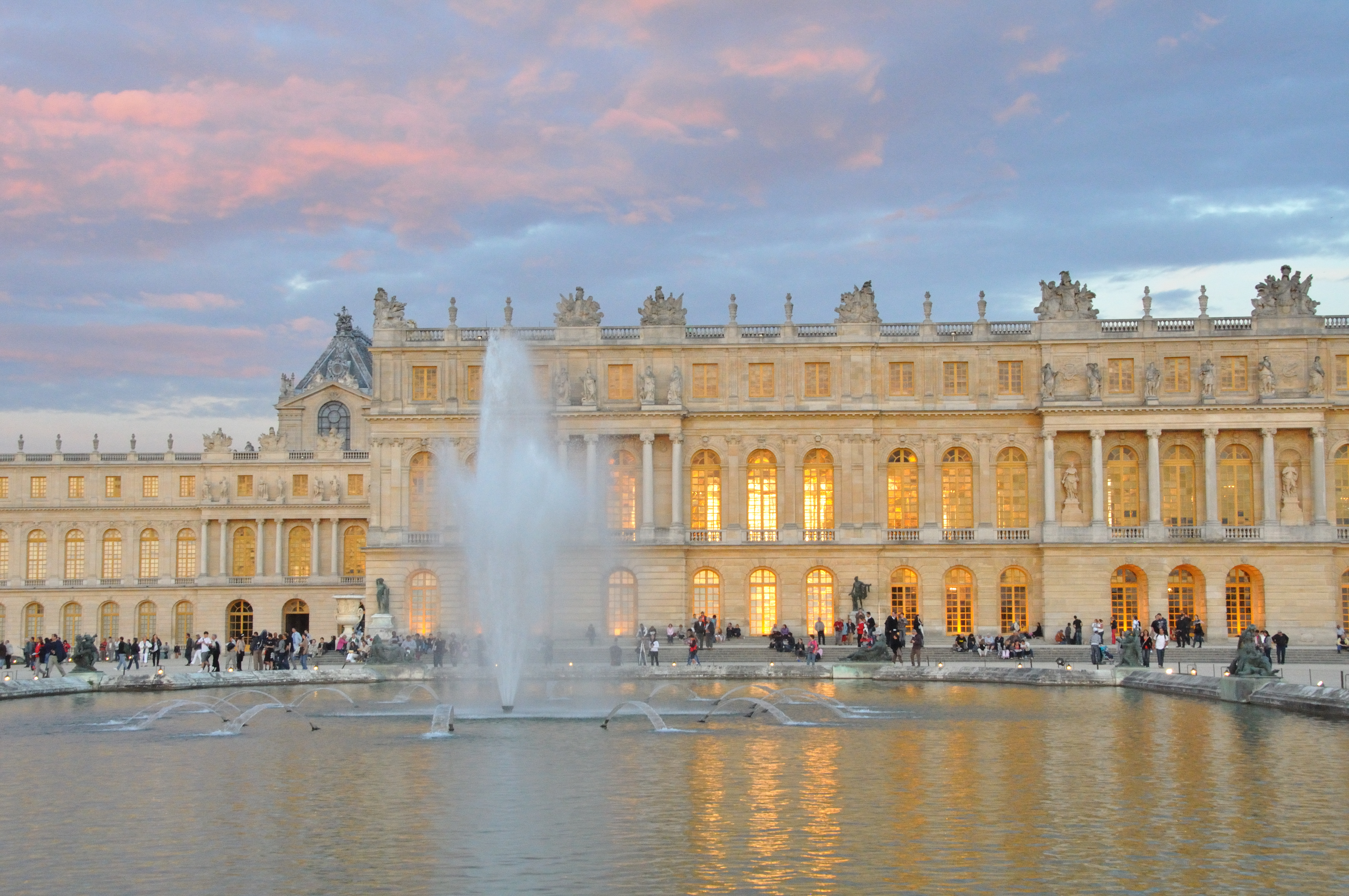
Versailles, Gartenfassade mit Dach der Schlosskapelle und Parterre d'Eau bei Sonnenuntergang, 14. August 2010.

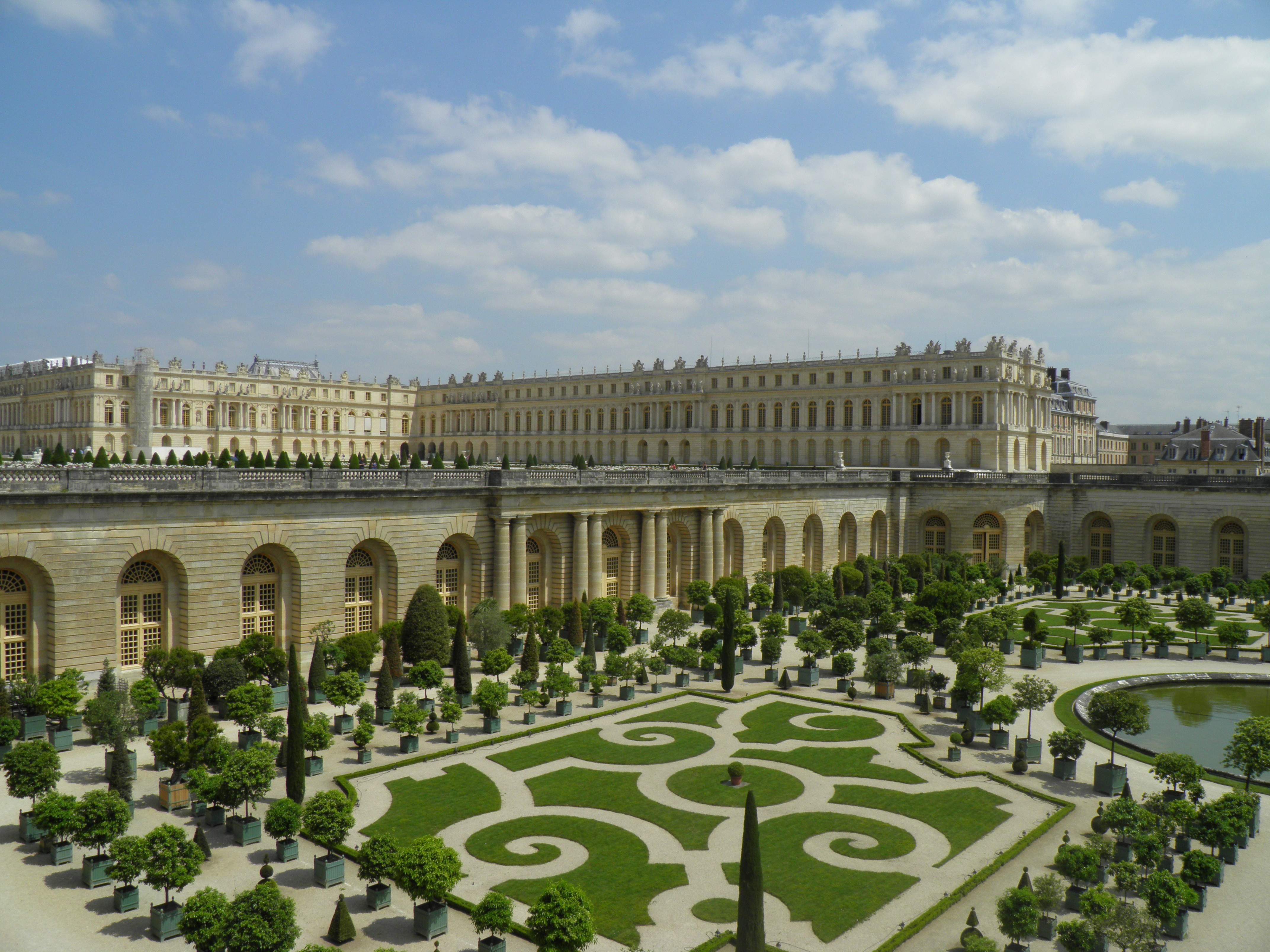
Orangerie und Orangerieparterre, darüber der Südflügel des Schlosses

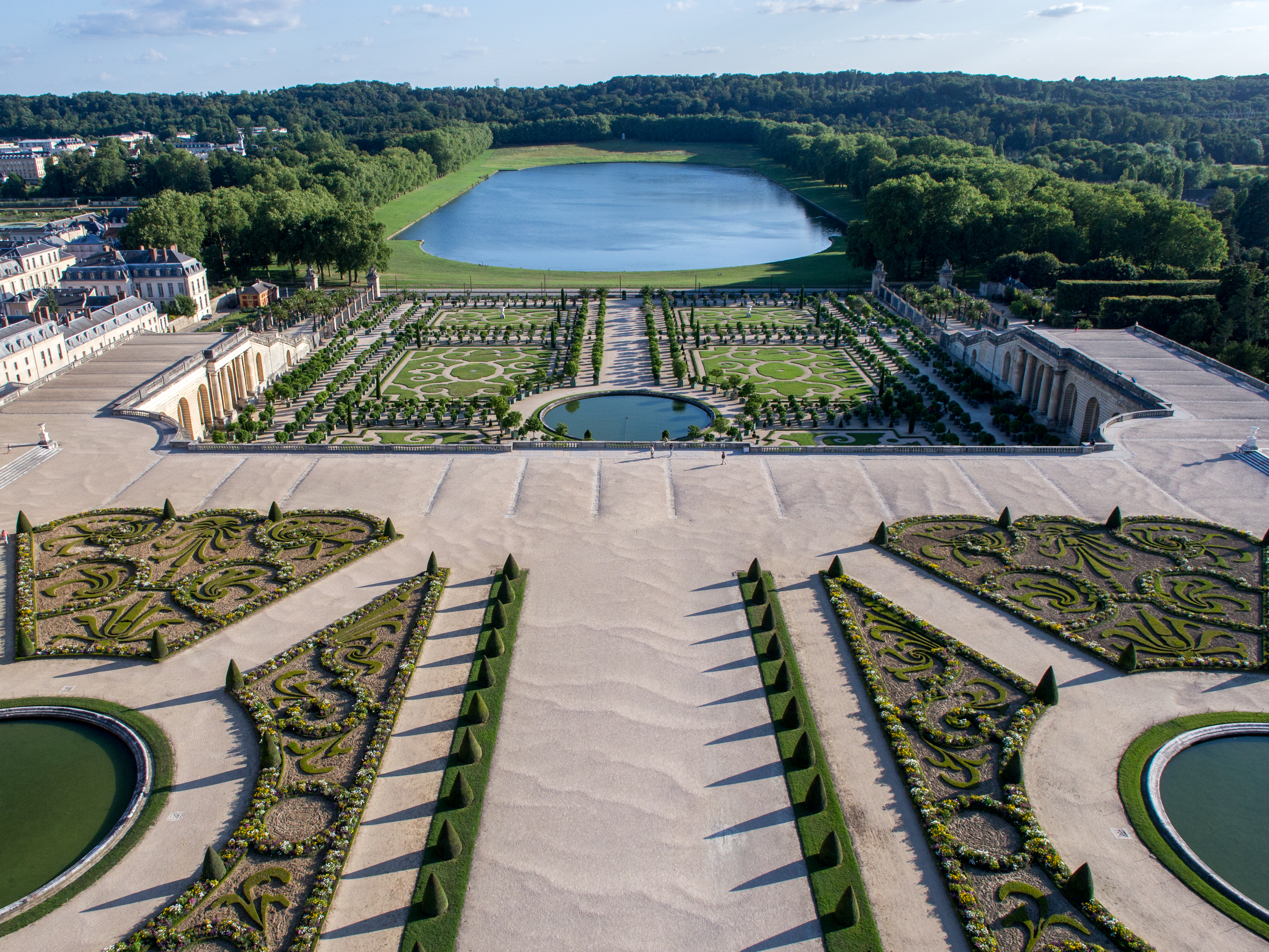
Blick über das südliche Parterre und die Orangerie zum Piece d’eau des Suisses

Die Gartenanlagen gehen auf den von Jacques Boyceau de la Barauderie für Ludwig XIII. geschaffenen Petit Parc zurück. Sie wurden in ihrer heutigen Ausdehnung weitgehend in drei Abschnitten von 1662 bis 1667, 1668 bis 1677 und 1678 bis 1689 durch André Le Nôtre geschaffen. Der Schlosspark gliedert sich in drei für alle Barockgärten typische Bereiche: Die dem Schloss nahen Parterres, die anschließenden Boskette und den fernen Jagdwald. Der Bereich der Parterres, der Boskette und des großen Kanals wird noch heute als Petit Parc bezeichnet, der ursprünglich mehrere tausend Hektar große Waldbereich als Grand Parc. Die aus dem Vorbild von Vaux-le-Vicomte übernommene Hauptachse gliedert die Gartenanlagen und führt von der Stadt durch das Schloss, durch den Garten und den großen Kanal bis in die weite Ferne. Der Park wurde durch mehr als 75.000 gestutzte Bäume und Bäumchen verziert, von denen zahlreiche aus den Baumschulen Vaux-le-Vicomtes stammten und zu Fouquets konfisziertem Vermögen gehörten. Bezeichnenderweise blieb der Park in seiner barocken Struktur bis zum Ende des Ancien Régime in weiten Teilen unverändert. Die im 18. Jahrhundert von englischen Vorbildern beeinflusste Umgestaltung vieler europäischer Schlossparks tangierte die Versailler Gärten nur im kleinen Maßstab im sogenannten Boskett der Königin, im Boskett des Apollo-Bades und im privateren Bereich der Trianon-Schlösser. Zur Zeit Ludwigs XVI. wurden Teile des Parks umgestaltet und eine Aufforstung der Boskette vorgenommen. Dafür wurden weite Bereiche gerodet und neu bepflanzt, eine ähnliche Neubepflanzung wurde in den 1990er Jahren vorgenommen.

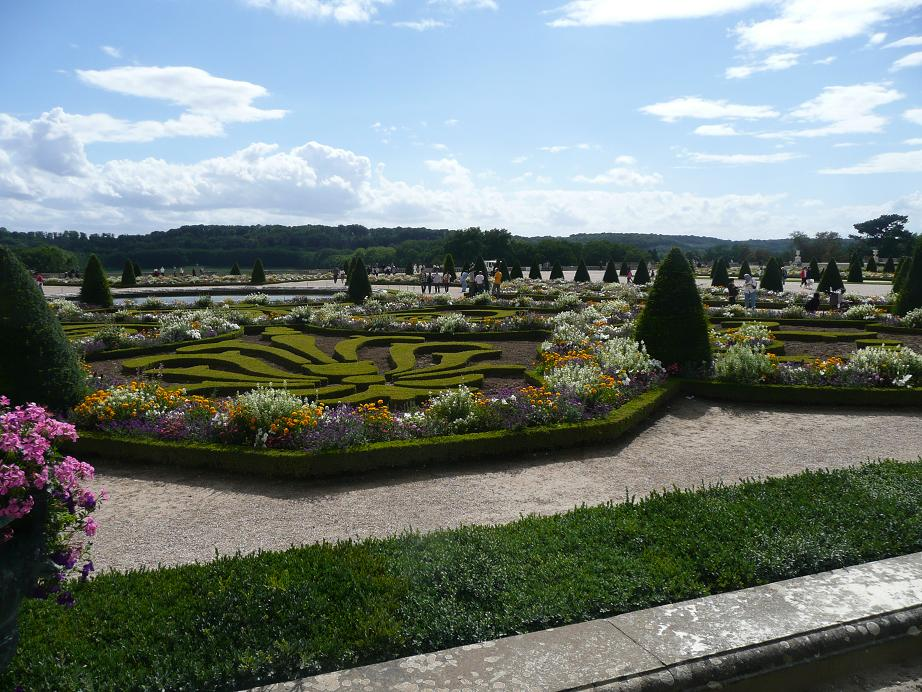
Broderien im südlichen Parterre

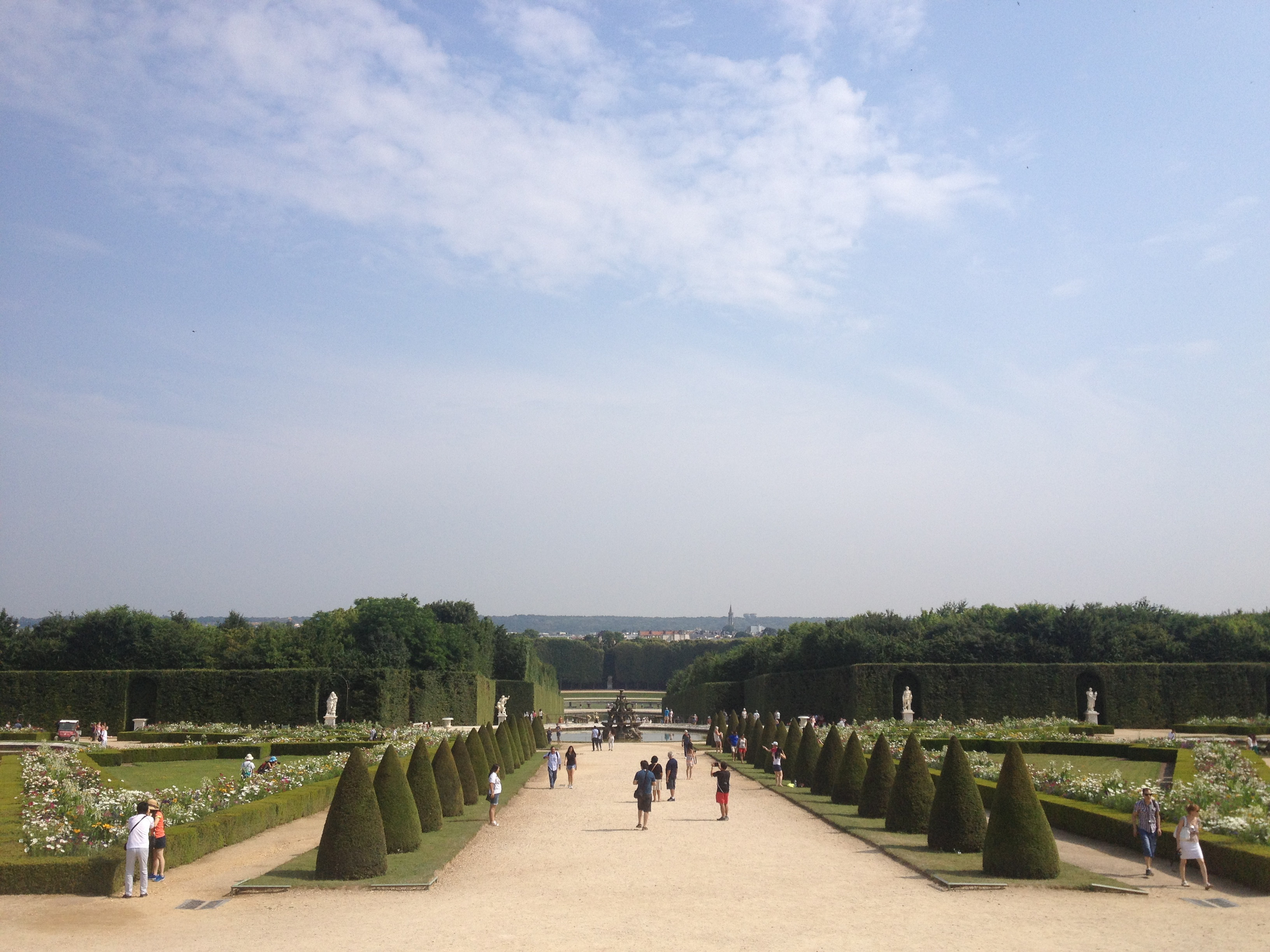
Nördliches Parterre in Richtung Pyramide. Ganz hinten unten das Bassin de Neptune

Den Übergang vom Schloss- zum Gartenbereich bilden die Parterres, die durch ihre niedrige Bepflanzung den Blick auf das Gebäude gewähren und durch ihre ornamentale Gestaltung die Motive der Baudekoration wiederholen. Vor dem Nord- und dem Südflügel des Schlosses befinden sich prächtige Broderieparterres, das Parterre du Nord und das Parterre du Midi, die mit ornamentalen Blumenpflanzungen, zahlreichen Prunkvasen und Statuen dekoriert sind. Dem Corps de Logis sind zwei große Wasserbecken vorgelagert, die als Parterre d’Eau bezeichnet werden. In den fünfzehn Bosketten wiederholen sich die Säle des Schlossinneren im Freien. Hier sind mit gärtnerischen Mitteln Salons zwischen Hecken und Bäumen eingerichtet, die man ebenfalls mit Skulpturen, Springbrunnen und kunstvoll beschnittenen Pflanzen ausstaffierte. Zu den bekanntesten Gartenarchitekturen Frankreichs gehört dort die von Mansart entworfene kreisrunde, mit dutzenden Springbrunnen verzierte Kolonnade, und die Salle de Bal (der Ballsaal), seinerzeit berühmt war auch das große Labyrinth von Versailles.

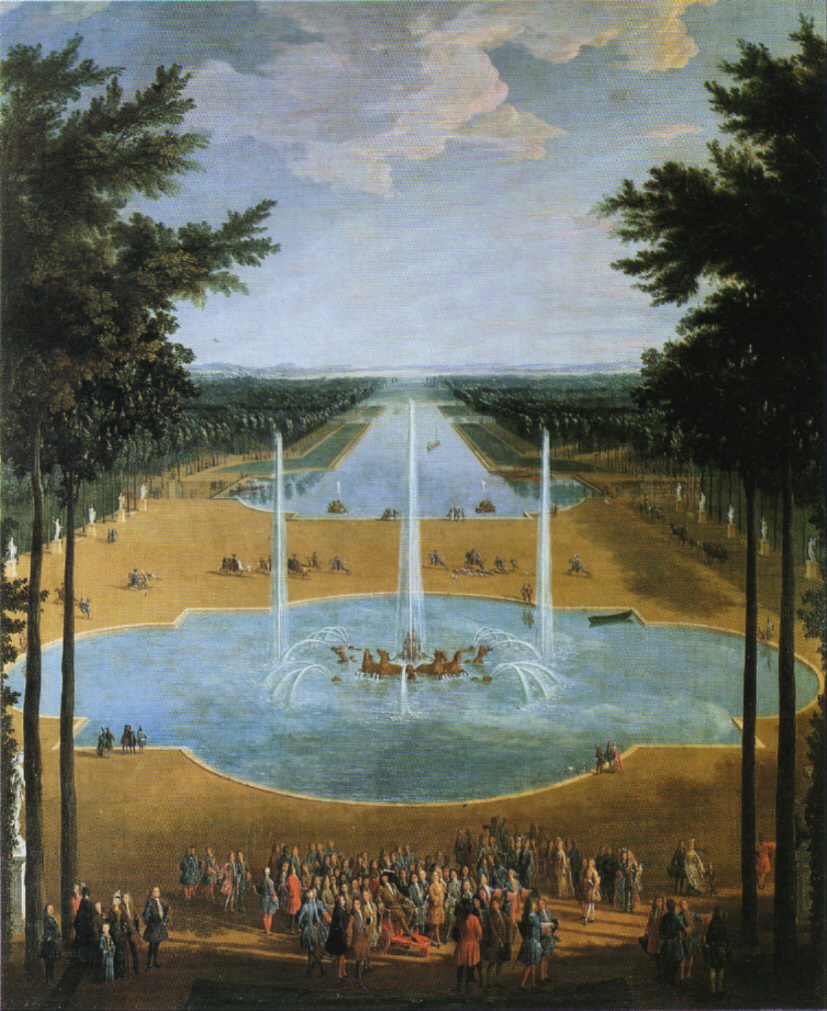
Ludwig XIV. im Garten des Schlosses Versailles, Blick vom Apollo-Brunnen zum Großen Kanal

Das Zentrum des Petit Parcs bildet der aus mehreren Treppenstufen gebildete Brunnen der Latona, von dort führt die Königliche Allee mit dem so genannten Grünen Teppich in Richtung des Apollo-Brunnens, aus welchem der Sonnengott emporsteigt und sich symbolisch in Richtung des Königs erhebt. Hinter diesem Bassin beginnt der kreuzförmige Grand Canal, der den Park optisch in die Ferne verlängert und zugleich das sumpfige Gelände entwässert. Zur Zeit des Ancien Régime wurde die Wasserfläche mit venezianischen Gondeln samt italienischer Gondolieri befahren, für die eigens ein kleines Wohnareal namens Petit Venise, Klein Venedig, geschaffen wurde. Sogar der Nachbau eines Kriegsschiffes lag dort vor Anker. Am Südarm des Kanals befand sich eine große Menagerie, Ludwig XIV. hielt dort von 1668 bis 1681 unter anderem einen Afrikanischen Elefanten, der ein diplomatisches Geschenk aus Portugal war.

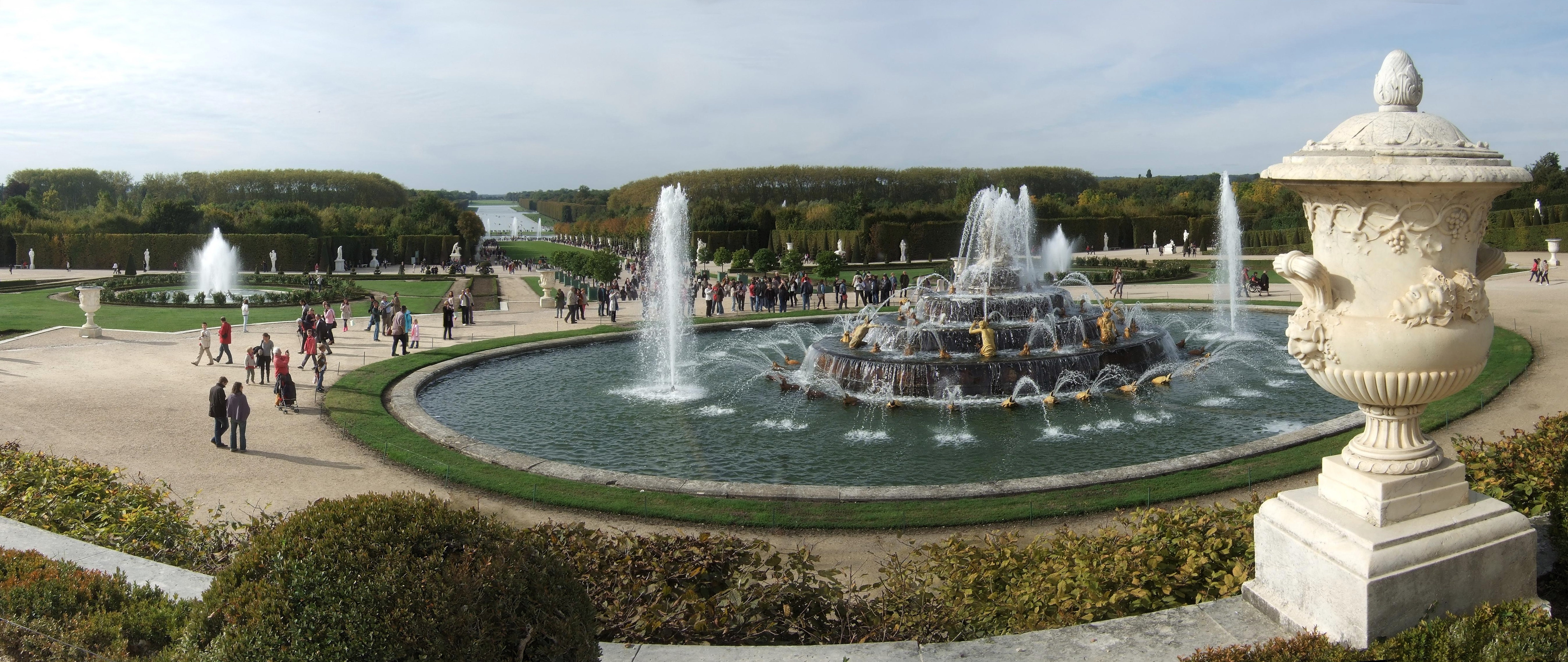
Der Latonabrunnen. Latona kann mit Anna von Österreich interpretiert werden, deren Sohn Ludwig dann Apollon entspricht. Die Bedrohung der Latona durch die lykischen Bauern und deren anschließende Bestrafung ist ein Symbol der politischen Unruhen während der Kindheit Ludwigs. Im Hintergrund die Königliche Allee mit dem Grünen Teppich und in der Ferne der Große Kanal

Wie das Schloss, so diente auch der Park der Verherrlichung des Sonnenkönigs und ist voll von offenen und versteckten Anspielungen auf ihn. In den Brunnen und Skulpturengruppen wird die griechische Mythologie als Gleichnis auf die Regierung Ludwigs dargestellt. Die Gärten steigen, durch mehrere Terrassen gegliedert, zum Schloss an, so dass man sich nicht nur symbolisch hoch zum König begab. Sternförmige Wegkreuzungen entwickeln sich an verschiedenen Punkten des Parks, doch alle Hauptwege führen zu der dominierenden Mittelachse. Diese führt vom Großen Kanal zum Schloss und darüber hinaus durch die Stadt, ein Symbol für die Wege, die beim König zusammentreffen. Das Parterre d’Eau ist mit Skulpturen geschmückt, die Frankreichs große Flüsse versinnbildlichen und somit Zeichen von der Größe des Landes geben.
Ludwig XIV. selbst verfasste den ersten Führer zu seinem Park, in dem er einen Rundweg empfahl, die Bedeutung der Statuen und Brunnen erläuterte und auf Besonderheiten in den Anpflanzungen hinwies:

„Wir steigen zum Apollobrunnen hinab und machen hier einen kleinen Halt, um die Figuren und Vasen der Königlichen Allee, des Latonabrunnens und des Schlosses zu bewundern. Von hier aus erblicken wir den Großen Kanal. Wer die Menagerie und das Trianon am gleichen Tag besichtigen will, sollte dies zuerst tun und sich erst dann den übrigen Brunnen widmen.“

### Die Orangerie und der Gemüsegarten
Unterhalb des Südflügels steht die von Mansart erbaute Orangerie, die einen kleineren Vorgängerbau von Le Vau ablöste. Das mächtige Gebäude ist in den Hang integriert – links und rechts führen die „Treppen der hundert Stufen“ herab – und trägt einen Teil des großen Parterres vor dem Südflügel des Schlosses. Die mittlere Galerie ist 155 Meter lang. Die Orangerie mit ihren riesigen Bogenfenstern ist vollständig aus Haustein errichtet und gilt als ein hervorragendes Beispiel französischer Steinmetzkunst. Vor dem Bau liegt ein weiteres Parterre, das im Sommer mit hunderten Orangenbäumchen geschmückt wird, die den Winter innerhalb des Gewächshauses verbringen. Jenseits dieses Gartenbereichs befindet sich ein großes Wasserbecken, das als Schweizer See bezeichnet wird. Es erhielt diesen Namen, da es durch die im Schloss stationierte Schweizergarde ausgehoben wurde.
Östlich des Schweizer Sees befindet sich der ab 1678 angelegte Potager du roi, der Gemüsegarten des Königs. Dieser Nutzgarten, an dem die Touristenströme meist vorbeiziehen, wurde von Jean-Baptiste de La Quintinie angelegt und ist trotz seiner profanen Nutzung ebenfalls künstlerisch gestaltet und erinnert an die französischen Gärten der Renaissance. Hier wurden für den Hof Erdbeeren, Feigen, Trauben und viele weitere Obst- und Gemüsesorten gezogen. La Quintinie experimentierte im Gemüsegarten mit neuen Anbaumethoden; wie zum Beispiel beheizten Gewächshäusern oder zur Sonne ausgerichtete, schräg angelegte Beete. Der Gemüsegarten wird auch heute noch bewirtschaftet. Ein besonderes Augenmerk wird dabei auf historische Pflanzen gelegt, die schon zur Zeit der Bourbonen kultiviert wurden. Der Garten bringt jährlich eine Ernte von bis zu 80 Tonnen Obst und Gemüse hervor. Der Potager du roi ist heute Teil der französischen Hochschule für Garten- und Landschaftsbau École nationale supérieure de paysage de Versailles (ENSP)

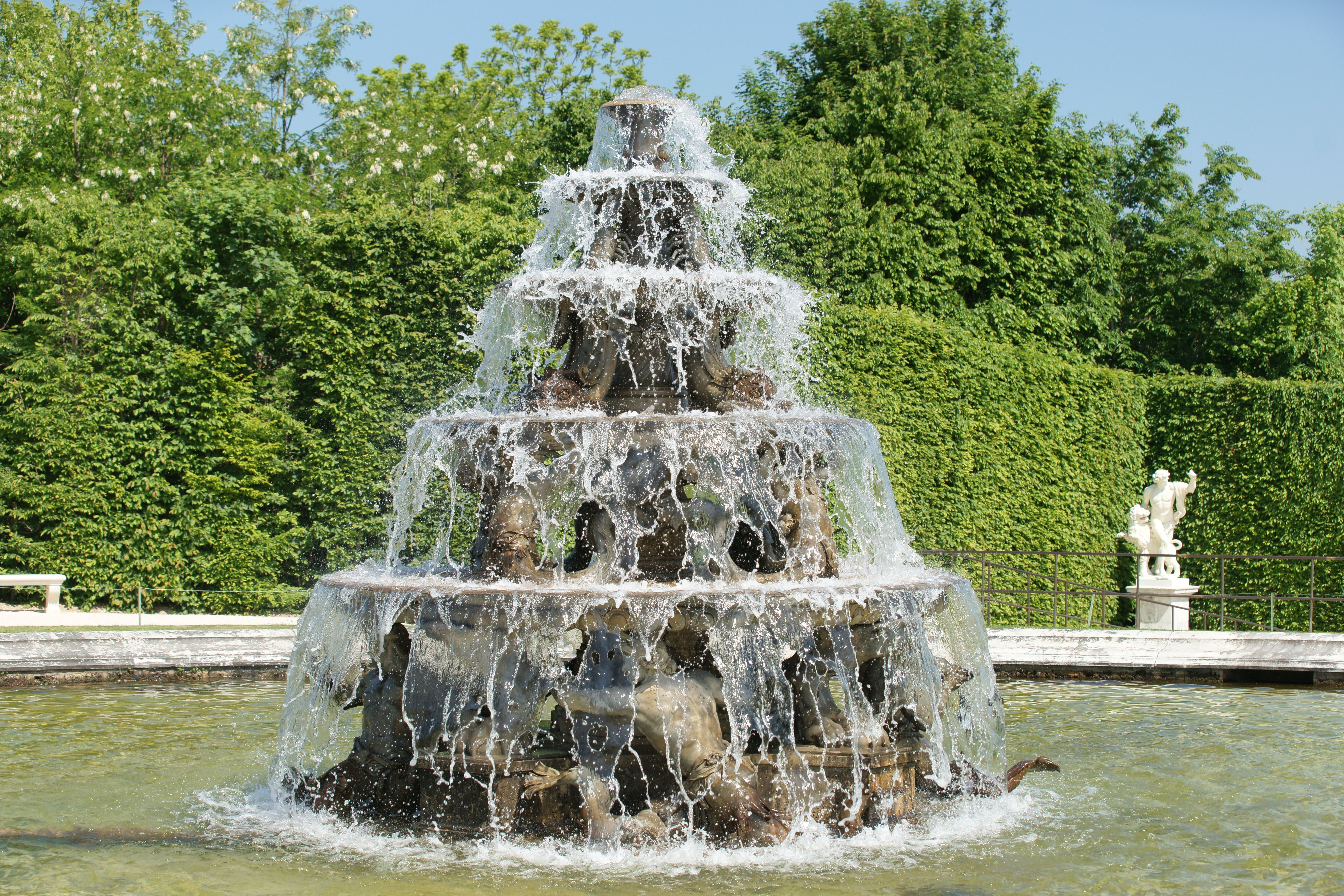
Versailles, die Pyramide

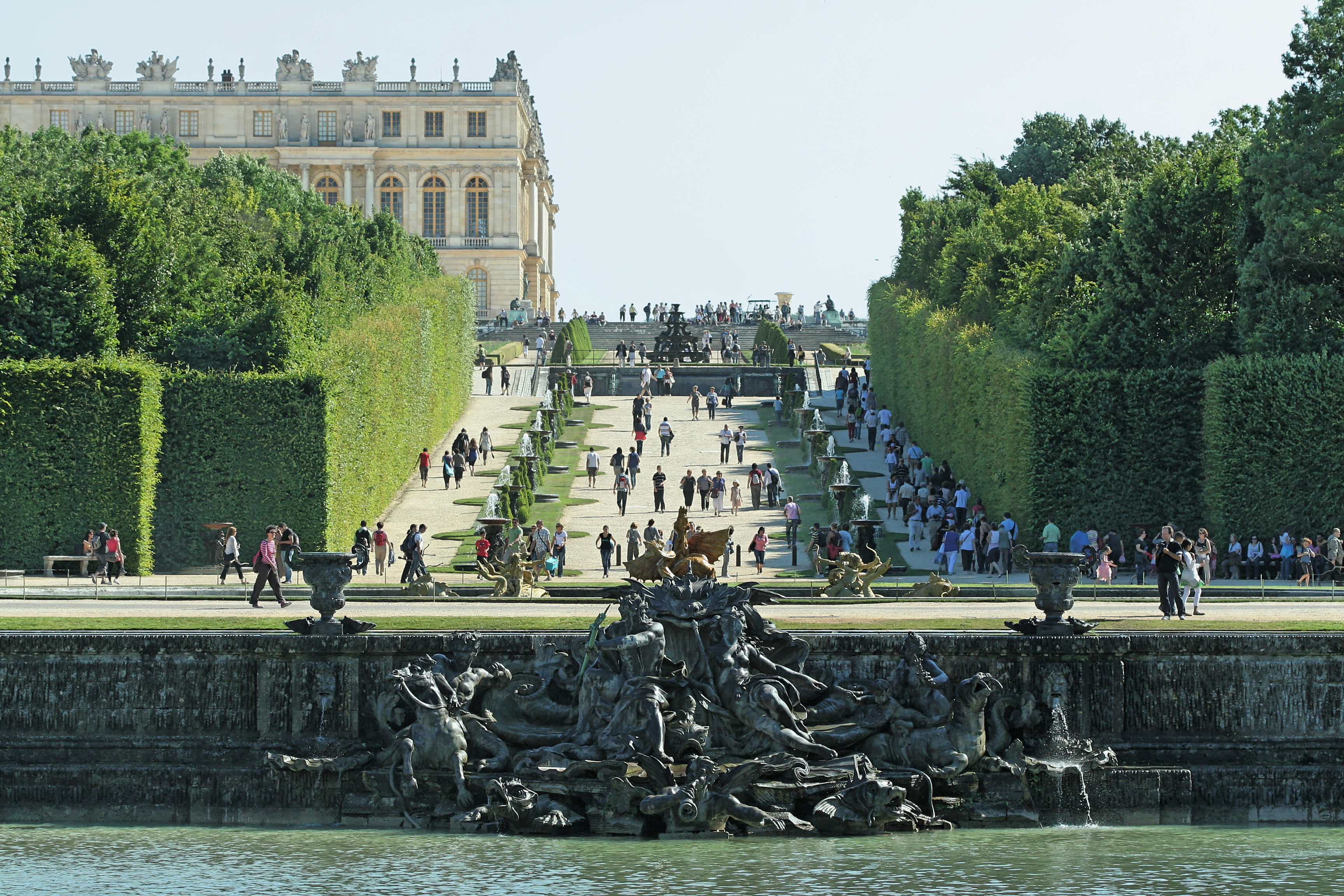
Ansicht der nördlichen Anlagen mit Bassin de Neptune im Vordergrund, dahinter Allée des marmousets und oben die Pyramide

### Die nördlichen Gartenanlagen
Das Broderie-Parterre im Parterre du Nord bildet eine leicht abfallende Schräge, in dessen Mittelachse am Ende eine Abfolge von Wasserspielen mit einigen der ältesten Wasserbecken und Skulpturen des Versailler Parks liegen: die sogenannte Pyramide und das Nymphenbad. Die Pyramide wurde von 1668 bis 1672 nach Entwürfen von Le Brun von Girardon geschaffen und besteht aus vier übereinanderliegenden Wasserbecken, die von Tritonen, Delphinen und Flusskrebsen getragen werden. Wie viele andere Brunnenfiguren Versailles’ waren auch diese ursprünglich vergoldet. Von hier ausgehend führt die Allee der Marmousetten (auch: Allée d'eau = Wasserallee) nach unten; hierbei handelt es sich um eine Abfolge von je sieben kreisrunden kleinen Becken rechts und links des Weges, in deren Mitte spielende und tanzende Kinder eine Schale aus rosa Marmor halten, aus der Wasser herabrieselt. Auf der untersten Ebene der nördlichen Anlagen öffnet sich ein großes Wasserparterre mit dem Bassin du Dragon (Drachenbecken) und dem großen halbkreisförmigen Bassin de Neptune (Neptunbecken). Das letztere wurde im 17. Jahrhundert von Le Nôtre begonnen, aber erst zur Zeit Ludwigs XV. im 18. Jahrhundert beendet. Es enthält zahlreiche Figuren von Wassergöttern, Tritonen, Seepferden, Delphinen, Seehunden und auf Drachen reitenden Amouretten, von denen insgesamt neunundneunzig Wasserstrahlen ausgehen, die „einen unvergesslichen Anblick bieten“.

### Die Wasserversorgung

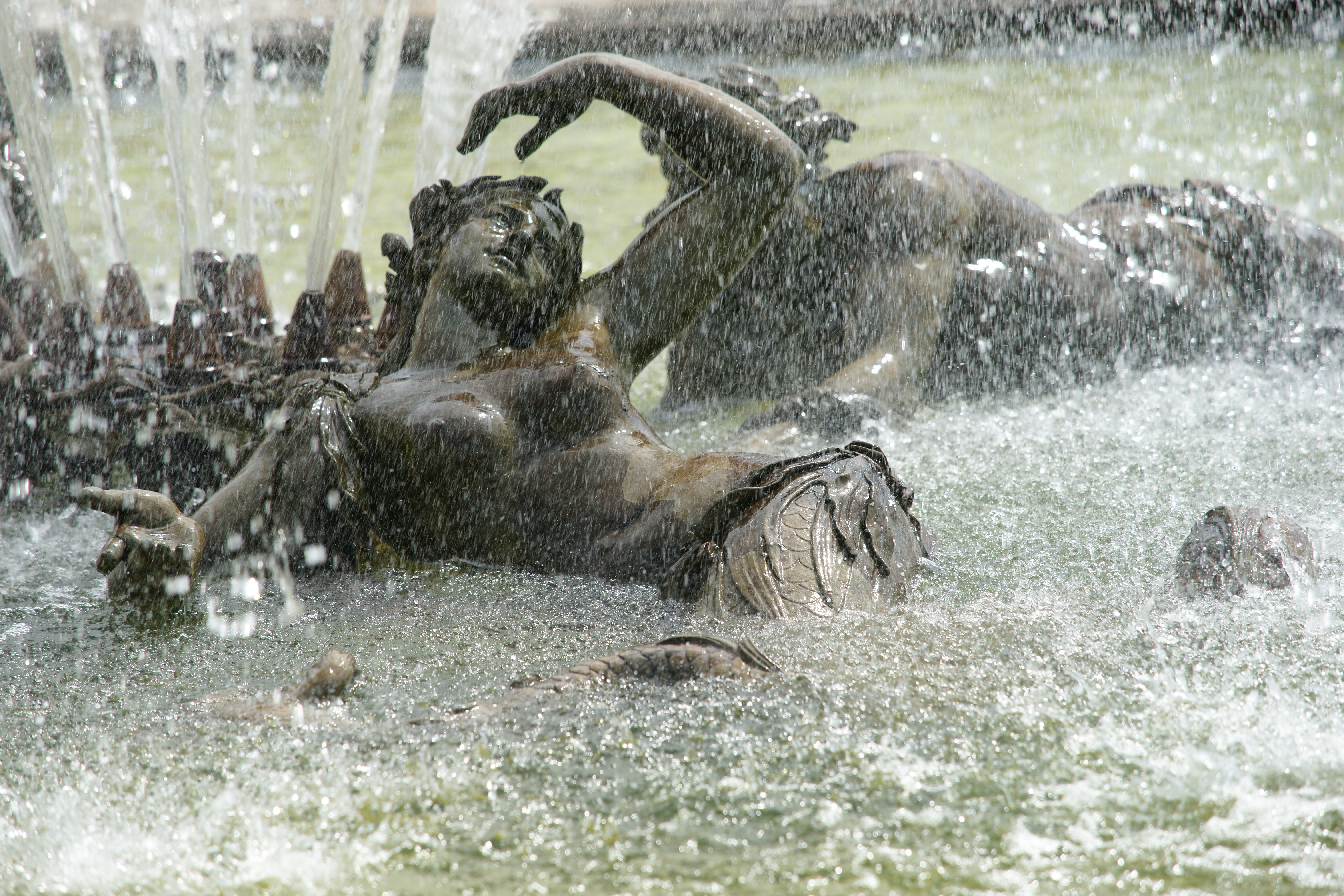
Kronenbecken im Parterre du Nord

Für die Bewässerung der Parks musste ein System von künstlichen Seen (Étangs de Hollande), Aquädukten und Wasserleitungen entwickelt werden. In der Nähe von Marly-le-Roi wurde unter dem Einsatz Tausender Arbeitskräfte die Maschine von Marly errichtet. Dabei handelte es sich um eine große Pumpvorrichtung, welche die benötigten Wassermassen zum Schloss transportierte. Die den Park versorgenden Rohrsysteme hatten eine Länge von über 160 Kilometern. Trotzdem war eine ausreichende Bewässerung der Brunnen und Bassins mit den damaligen technischen Möglichkeiten nicht gegeben, und die Fontänen konnten nicht alle gleichzeitig betrieben werden. Für die Spaziergänge des Königs wurden immer die Wasserspiele in Betrieb gesetzt, an denen er sich gerade aufhielt. Zum Ende der Regierungszeit des Sonnenkönigs floss das Wasser höchstens zwei Stunden durchgehend. Zu den Glanzzeiten des Schlosses waren mehr als 1.400 verschiedene Fontänen im Einsatz.

### Die Trianonschlösser und der Weiler

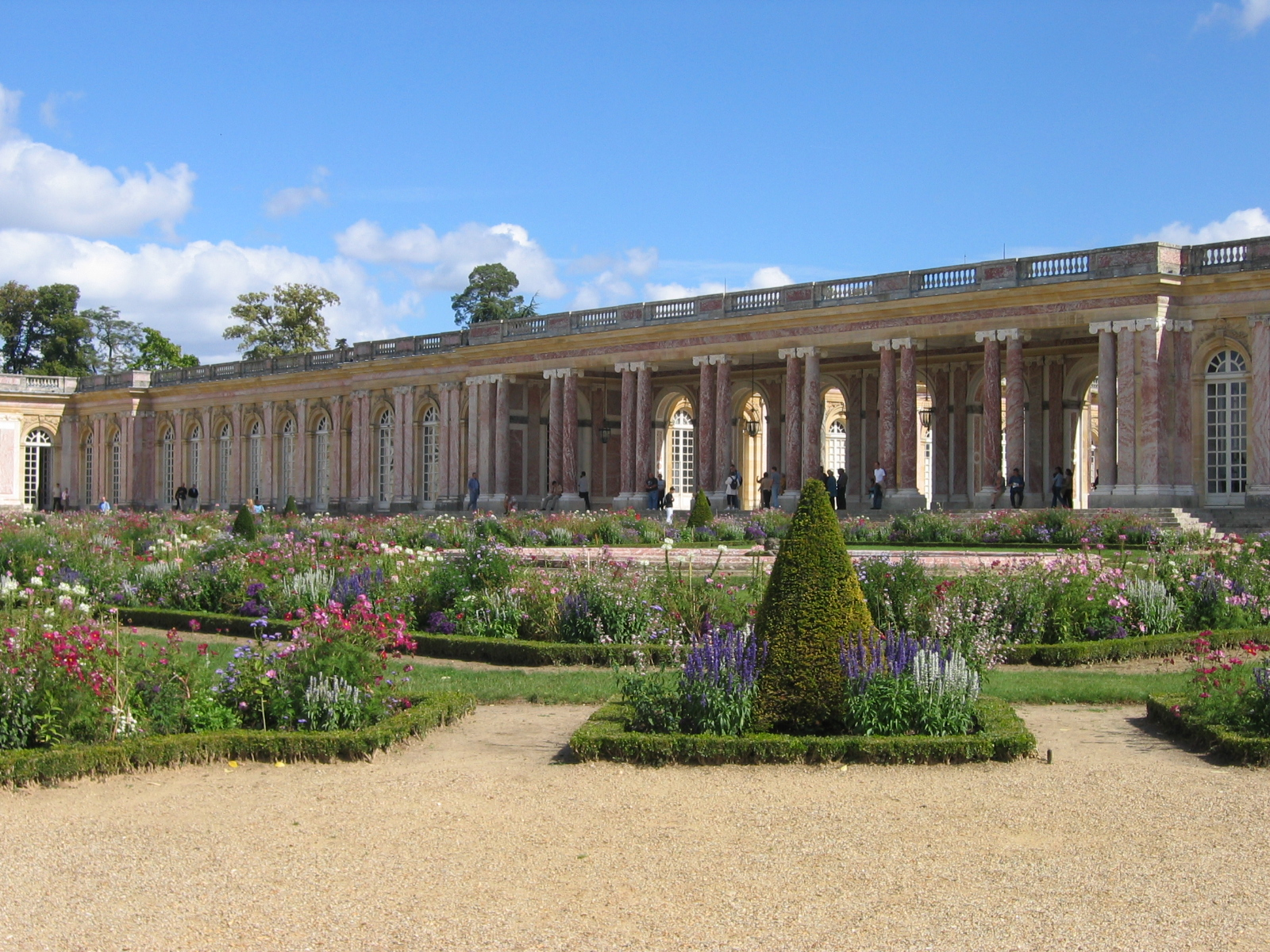
Die Gartenfassade des Großen Trianon

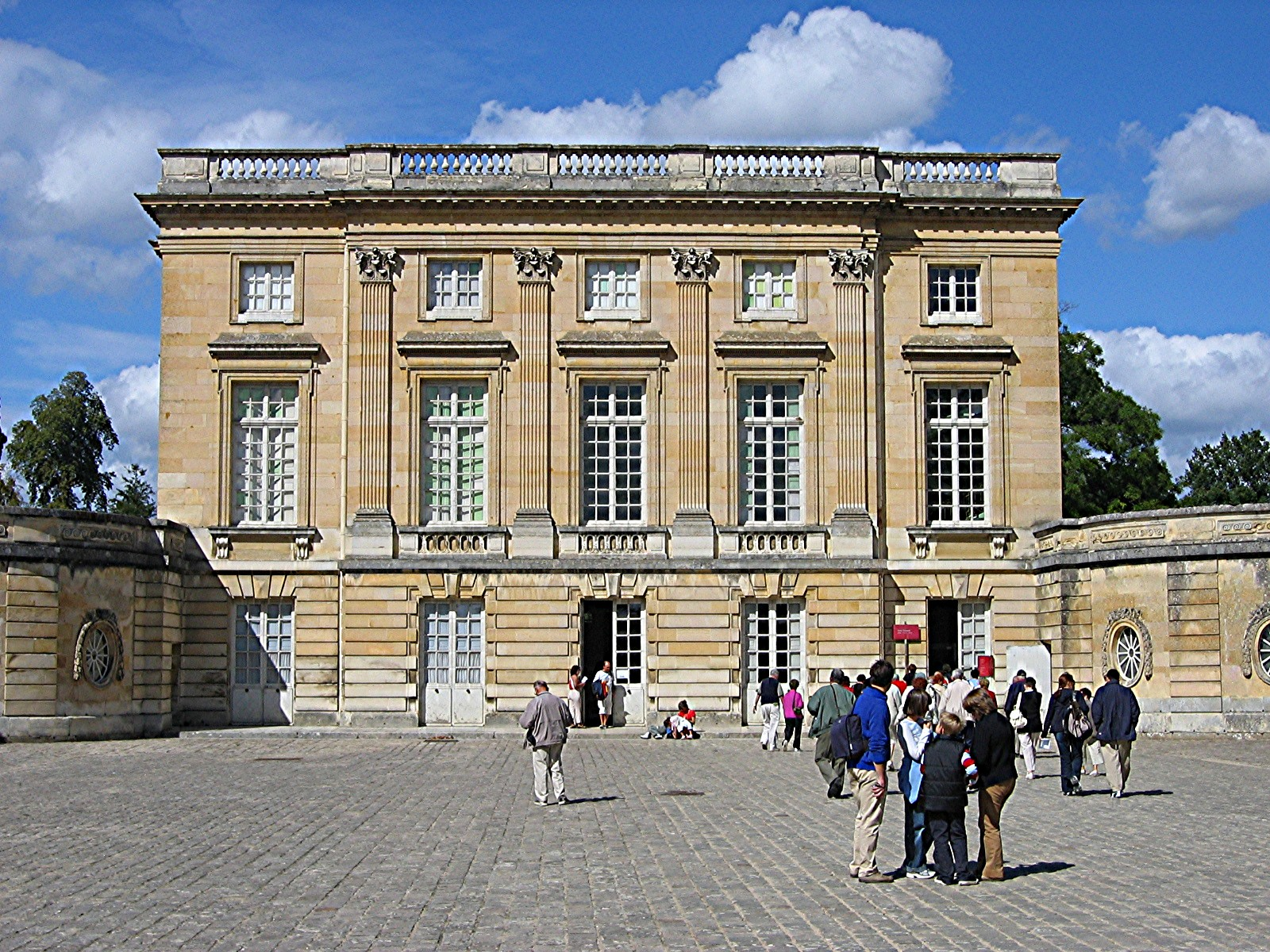
Hofansicht des kleinen Trianonschlosses

Im Park von Versailles befinden sich mehrere Lustschlösser: das Grand Trianon, das Petit Trianon sowie das Hameau de la Reine (deutsch: Weiler der Königin).
Das weitläufige Gartenschloss Grand Trianon (großes Trianon) oder Trianon de marbre (Marmor-Trianon) stammt noch aus der Zeit Ludwigs XIV. Es war ursprünglich dem König und seiner Familie vorbehalten, doch im Laufe der Jahre wurde es auch dem weiteren Hofstaat zugänglich gemacht. Das benachbarte Petit Trianon (kleines Trianon) ist ein Werk, das Ludwig XV. für seine Mätresse Madame de Pompadour erbauen ließ. Diese starb jedoch vor der Vollendung des kleinen, klassizistischen Schlösschens. Nachdem sein Nachfolger Ludwig XVI. es Marie-Antoinette geschenkt hatte, wurde es durch sie prunkvoll ausgestattet und ein neuer Gartenbereich angelegt, in dem auch ein kleines Theater seinen Platz fand. Die Königin ließ sich hier zudem, einer damaligen Mode folgend, ein künstliches Dorf, den so genannten Weiler der Königin mit augenscheinlich windschiefen Häusern errichten, die aber in Wirklichkeit prunkvolle Dekoration für die Schäferspiele der Herrscherin waren.
All diese Gebäude wurden eine halbe Fußstunde entfernt vom Hauptschloss errichtet, um den Königen Entspannung und Erholung abseits des überfüllten Palastes zu bieten. Versailles war zudem in ein ganzes Netzwerk von kleineren Schlössern eingebunden. Noch im Ort selbst befand sich das Schloss Clagny, welches Madame de Montespan gewidmet war (und bereits 1769 der Spitzhacke zum Opfer fiel), und nur eine halbe Wegstunde zu Pferde entfernt befand sich das Schloss von Marly, das mit seinen Gärten und Wasserspielen zu den berühmtesten Lustschlössern des ausgehenden 17. Jahrhunderts gehörte. Ebenfalls in Reichweite lagen die königlichen Residenzen Saint-Germain-en-Laye und Saint-Cloud.

### Die Stadt
Vor dem Schloss entwickelte sich allmählich die Stadt Versailles, welche ursprünglich ein unbedeutender Marktflecken war. Die Stadtrechte erhielt der Ort, der völlig vom Schloss abhängig war, erst 1787. Die Ansiedlung wurde großflächig auf das Schloss ausgerichtet und in den Gesamtplan integriert. In Gestalt dreier Avenuen, die auf das Schloss und seinen Vorplatz fluchten, wurde ein dreistrahliger Straßenfächer geplant. Lange Alleen führen noch heute durch die geometrisch angelegten Stadtviertel und treffen unmittelbar vor dem Schloss zusammen. Ludwig XIV. unterstützte Bauvorhaben nach besten Kräften und schuf damit das später häufig nachgeahmte Paradebeispiel einer barocken Residenzstadt. Der mehr als 15.000 Personen umfassende Hofstaat unterhielt die gesamte Wirtschaft des Ortes: Köche, Bäcker, Schneider, Tischler und Zimmerer siedelten sich an, und die große Anzahl der Bediensteten lebte in der Stadt. Während dieser Zeit stieg die Bevölkerung Versailles’ auf mehr als 100.000 Personen, sank aber rasch, als der spätere König Ludwig XVI. 1789 gezwungenermaßen nach Paris übersiedelte.

## Geschichtlicher Überblick

### 17. und 18. Jahrhundert: Das Ancien Régime

#### Die Residenz des Sonnenkönigs und seiner Nachfolger

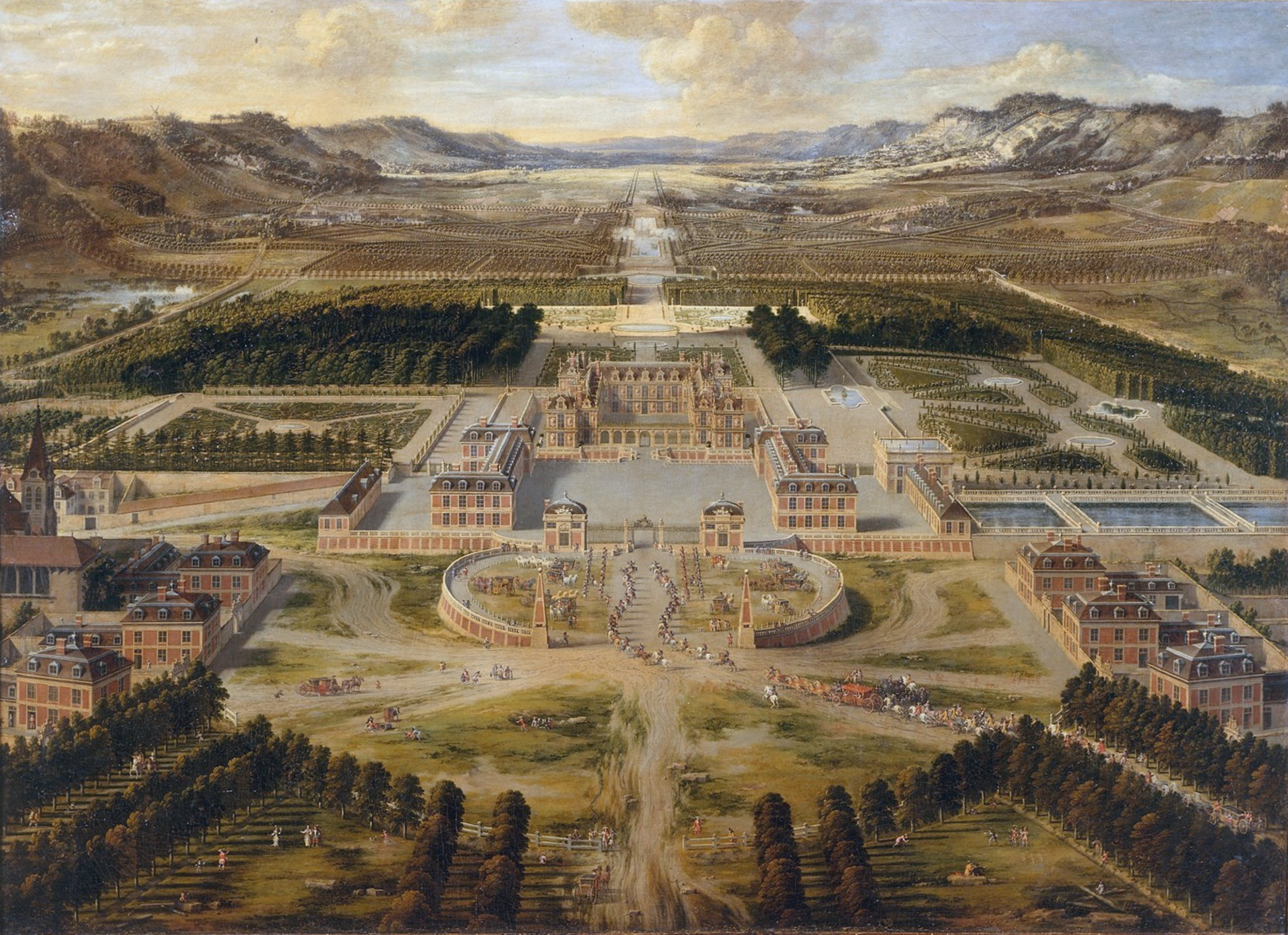
Das Schloss um 1668. Ölgemälde von Pierre Patel.

Frankreich war im 17. Jahrhundert der mächtigste Staat Europas und unter dem Wirken des Sonnenkönigs zum kulturellen, wirtschaftlichen und politischen Zentrum des Kontinents geworden. Das Schloss des Königs war ein Ausdruck der Leistungsfähigkeit Frankreichs und ein Symbol seiner Größe und Stärke. Die geordnete Natur der Parkanlagen war ein Spiegelbild der Ordnung, die Ludwig XIV. dem Land brachte.
Nachdem er als Kind die Gefahr der Fronde in Paris am eigenen Leib erleben musste, konnte sich der König nie für die französische Hauptstadt begeistern, er liebte dagegen das kleine Jagdschloss seines Vaters. Dort konnte er einen angemessen repräsentativen und weitläufigen neuen Palast erbauen, der zudem so im engen Paris undenkbar gewesen wäre. Der Entschluss, den Hof 1682 aus dem Palais du Louvre und dem Tuilerienpalast sowie dem bis 1682 zumeist bewohnten Schloss Saint-Germain-en-Laye hierher zu verlegen, sollte Frankreichs Geschichte für viele Jahre prägen. Hier vollendete Ludwig XIV. den Regierungsstil, den man später als Absolutismus bezeichnete. Der König wollte weitere Aufstände wie die Fronde verhindern, er schnitt die Aristokratie von ihrer alten Aufgabe der Provinzverwaltung ab und setzte Beamte dafür ein, die Mitglieder des Adels wurden dagegen an den Hof geholt. Eine mögliche Opposition aus der Ferne gegen ihn, wie sie zum Beispiel seinem Vater widerfuhr, wurde somit erschwert. Die Angehörigen des Adels wurden politisch entmachtet und im Gegenzug mit kostbaren Geschenken und prunkvollen Festen entschädigt. Der einst mächtige hohe Adel Frankreichs verließ bereitwillig seine Schlösser in den Provinzen, nur wenige konnten es sich leisten, dauerhaft eigene Hofgesellschaften zu unterhalten. Um auf der Höhe der Zeit zu sein und den neuesten Moden des Hofes folgen zu können, verschuldeten sich die Aristokraten oder erhielten willkürliche Renten vom König.

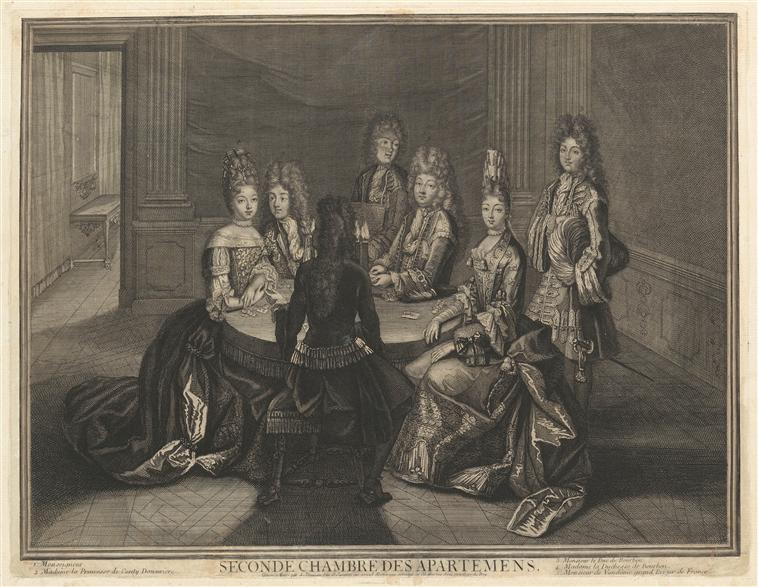
Spielende Höflinge im Grand Appartement, 1694, Versailles

Eine Wohnung in Versailles zugewiesen zu bekommen, war ein bedeutendes Privileg, das zudem die Illusion vermittelte, im Zentrum der Macht an der Regierung beteiligt zu sein. Wer zu den Logeants, den im Schloss Wohnenden gehörte, stand im Rang über den Galopins, den Kutschierenden, die Abends zurück in ihre Stadtwohnungen nach Paris mussten. Innerhalb des Hoflebens übernahm das Hofzeremoniell eine bedeutende Rolle; im Prinzip unbedeutende Hofämter standen symbolisch für politischen Einfluss. Lediglich bei Hofe konnten Posten, Titel und Ämter errungen werden, und wer sich vom Sonnenkönig distanzierte, lief Gefahr, Vorrechte und Rang zu verlieren. Aus diesem Grund hielt sich die Aristokratie so gut wie ständig um ihren König auf und versuchte, ihm gefällig zu sein. Das sorgte dafür, dass zeitweise mehrere Tausend Menschen zugleich das Schloss bewohnten.
Für die französische Gesellschaft bedeutete der Wandel des Zweiten Standes vom Land- zum Hofadel auf Dauer eine schwere Belastung. Von ihren alten Pflichten und Aufgaben weitgehend entbunden, fristete der französische Adel bald ein dekadentes Dasein. Während der Dritte Stand die Steuerlast und die Arbeit zu tragen hatte, konnte – beziehungsweise musste – sich der Adel dem Müßiggang hingeben. Dieser Umstand sollte über hundert Jahre später einer der Auslöser der Französischen Revolution werden.

#### Leben im Schloss
Ludwig XIV. führte einen streng geregelten Tagesablauf, beginnend mit dem Lever (ca. 8 Uhr), einem feierlichen Staatsakt, dem Dutzende Familienangehörige und Mitglieder des Hofstaats beiwohnen mussten, ferner auswärtige Besucher und Gesandte sowie besonders auszuzeichnende Persönlichkeiten, die der König selbst täglich aussuchte. Es folgte die Arbeit im Kabinett (ca. 2 Stunden). Der ganze Tag war vom Hofzeremoniell durchgetaktet, dazu gehörten Jagden und Ausfahrten sowie Besuche und Theateraufführungen. Zu diesen Anlässen war er zu jeder Zeit von Würdenträgern umgeben. Zur späten Stunde wurde ein Hofball abgehalten. Gunstbeweise verteilte er durch Gewährung kleiner zeremonieller Aufgaben oder Vorrechte, er gestattete oder entzog Einzelnen die Teilnahme an bestimmten Zeremonien oder Festlichkeiten und wusste auf diese Weise den gesamten französischen Adel meisterhaft zu beherrschen und in Schach zu halten.
Nach dem Tode Ludwigs XIV. 1715 und der Regentschaft Philipp II. im Namen von Ludwig XV., der zu dieser Zeit noch ein Kind war, verließ der Hof den riesigen Palast und begab sich bis 1723 nach Paris, wo die Adligen sich aber vom Hof des Regenten im Palais Royal (oder auf seinem Schloss Saint-Cloud) teilweise fernhielten und stattdessen ihre eigenen Salons in ihren Hôtels particuliers im Marais oder im Faubourg Saint-Germain führten. Unter den Nachfolgern des Sonnenkönigs verlor Versailles seine umfassende zentralistische Bedeutung und die Gesellschaft traf sich nun zunehmend auch wieder in den Landschlössern des Adels oder den Pariser Hôtels. Dennoch residierten auch Ludwig XV. und Ludwig XVI. in Versailles, so dass das Schloss ab 1682 nur mit kurzen Unterbrechungen fast ständig von der Königsfamilie bewohnt war. Obwohl öfter Ausflüge in die vielen weiteren Schlösser rund um Paris unternommen wurden, blieb Versailles immer Regierungssitz und Mittelpunkt des höfischen Frankreichs.

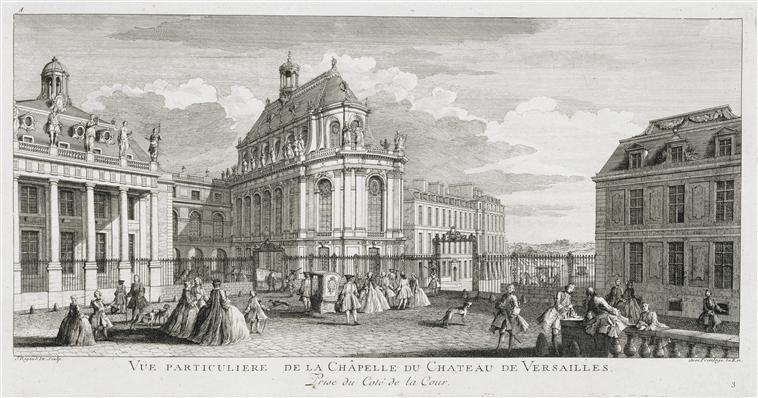
Höflinge vor der Schlosskapelle, Zeichnung von Jacques Rigaud, 1730

Am Ende des Ancien Régime umfasste der Hofstaat rund 10.000 Personen, von denen bis zu 5.000 direkt im Schloss lebten. Die eigentlichen Höflinge machten davon rund 1.000 Personen aus, hinzu kamen Kammerfrauen, Köche, Leibwachen und andere Bedienstete. Der Palast war eine Stadt unter einem großen Dach, mit Wohnungen, Arbeitsräumen und Vergnügungsstätten. Auf den Gängen und Höfen ließen sich Händler nieder. Das Schloss war fast ständig überbelegt, und die Aristokratie, so sie nicht zur königlichen Familie gehörte, war zum Teil verarmt und hauste sogar in den engen Dachkammern der oberen Geschosse oder im benachbarten Grand Commun, da Ludwig XIV. seiner Ehre wegen jedem einen Schlafplatz bieten wollte. Victor Hugo bezeichnete das Schloss später als eine einzige Höflingskaserne. Der Palast war nicht allein dem Adel vorbehalten: Zugang hatte auch das gewöhnliche Volk, die Neugierigen wurden von den Bewohnern als Voyeux bezeichnet. Je höher der Rang des Besuchers war, desto weiter durfte er in das Innere des Schlosses gelangen. Der englische Reisende Arthur Young berichtete in seiner Schrift Reise durch Frankreich in den Jahren 1787, 1788, 1789 und 1792 über Versailles: „Es war höchst belustigend, wenn Strolche in den ärmlichsten Lumpen unbeobachtet durch den Palast […] spazierten.“ Der freie Zugang zum Schloss bedeutete jedoch nicht zugleich Kontakt mit den hier lebenden Personen. Wer als Bittsteller kam oder auf ein Amt hoffte, musste offiziell bei Hofe vorgestellt werden, wozu man neben einem verbrieften Titel üblicherweise die Fürsprache eines bereits etablierten Höflings benötigte. Als etabliert galt, wer über eines der zahlreichen käuflichen Hofämter verfügte, die, je nach Bedeutung des Amts, vom König oder dem Haushofmeister vergeben wurden.
Trotz der prunkvollen Ausstattung war Versailles ein unkomfortables Schloss. Die en filade gereihten, zugigen und hohen Räume ließen sich schlecht heizen, und Madame de Maintenon beklagte, „man erträgt lieber die Zugluft durch die Türen […], man muss in Symmetrie zugrunde gehen“. Im strengen Winter 1709 platzten sogar Likörflaschen durch die Kälte. Die große Spiegelgalerie besaß keine Kamine, und auch das zentrale Schlafzimmer Ludwigs XIV. war so kalt, dass Ludwig XV. ein privates Schlafzimmer im Nordtrakt des Corps de Logis einrichten ließ, das er nach der Zeremonie des Coucher zum Schlafen aufsuchte und morgens rechtzeitig zum Lever wieder verließ.

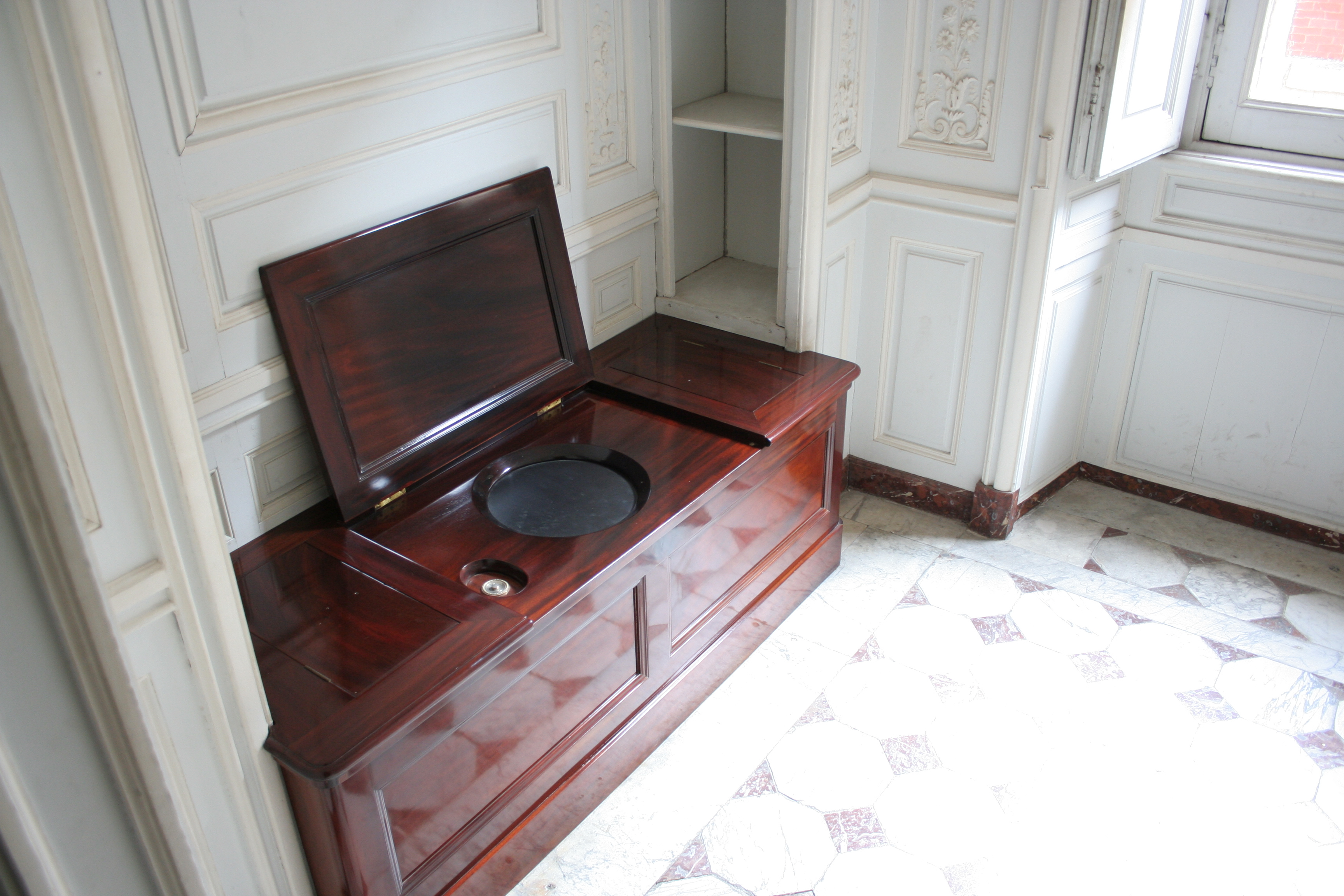
Toilette in den Appartements der Marie-Antoinette

Es gab, wie damals in ganz Europa üblich, im Schloss weder fließendes Wasser noch fest installierte Toiletten. Man verrichtete die Notdurft in Leibstühle und Nachttöpfe, deren Inhalte von der Dienerschaft in bis zu 29 Sickergruben in der Umgebung des Schlosses ausgeleert wurden. Ludwig XVI. ließ sich Frankreichs erstes Wasserklosett mit Toilettenspülung einbauen. Das Schloss hatte wiederholt mit Ratten- und Mäuseplagen zu kämpfen und einmal jährlich begab sich der Hof nach Fontainebleau, damit der Versailler Palast in dieser Zeit von Grund auf gereinigt werden konnte. Der Körperpflege wurde im 17. Jahrhundert zwar noch kein übermäßiger Stellenwert zugeschrieben, doch bereits Ludwig XIV. ließ sich im Untergeschoss des Corps de Logis mehrere Zimmer umfassende Badegemächer einrichten. Im Laufe des 18. Jahrhunderts fanden sich auch zunehmend Baderäume in den Appartements der königlichen Familienmitglieder, während sich die übrigen Schlossbewohner weiterhin mit feuchten Tüchern und Waschschüsseln behelfen mussten.
Die Versorgung des Hofstaats mit Nahrungsmitteln und Getränken beschäftigte eine Anzahl von mehreren hundert Angestellten. Die Mitglieder der königlichen Familie und Höflinge von hohem Rang wurden als commensaux, als Tischgenossen des Königs betrachtet und aus seiner Küche versorgt. Verschiedene Höflinge hatten die Verpflichtung, offene Tafeln zur Verkostung weiterer Schlossbewohner zu halten, andere Hofangestellte erhielten für ihre bouche eine finanzielle Entschädigung, mussten sich um die Versorgung allerdings selbst kümmern. Die Mahlzeiten stammten zum Teil aus den Wirtshäusern in der Umgebung des Schlosses, zum Teil aus selbst organisierten Küchen, von denen sich im Laufe der Zeit immer mehr in den Höfen und unter den Dächern des Schlosses einfanden.

Marie-Antoinette mit ihren Kindern, im Hintergrund ist die Spiegelgalerie zu erkennen. Gemälde von Élisabeth Vigée-Lebrun

Das Leben bei Hof bedeutete Verzicht auf Privatsphäre. Die Königsfamilie nahm selbst gewöhnliche Mahlzeiten vor Publikum ein und auch die Niederkünfte der Königinnen waren innerhalb der Hofgesellschaft traditionell öffentliche Ereignisse – so sehr, dass Marie-Antoinette während der Geburt ihres ersten Kindes in Lebensgefahr geriet, als sich zu viele Menschen in ihrem Schlafzimmer aufhielten. Schon unter den Vorgängern des Sonnenkönigs gab es strenge Riten zur Verherrlichung der französischen Herrscher, doch um das Schloss Versailles und Ludwig XIV. wurde eine beispiellose Abfolge von Zeremonien entwickelt. Die Etikette regelte und beschrieb jeden Vorgang, von großen Festlichkeiten und Empfängen bis hin zu so alltäglichen Dingen wie dem Mittagsmahl. Auch für den Fall von Krankheit und Tod gab es vorgeschriebene Regeln, und als Ludwig XV. 1774 im Trianon an den Pocken erkrankte, wurde er eilig ins Versailler Schloss gebracht, um dort unter den Augen des Hofs zu sterben. Die Bedeutung dieses Systems kann heute nicht mehr annähernd nachvollzogen werden. Dem König widerfuhr eine nahezu göttliche Verehrung und entrückte diesen, durchaus beabsichtigt, vom Volk und unterstrich seine übergeordnete Stellung. Dem König zu dienen bedeutete, Frankreich zu dienen. Ihm beim Aufstehen, beim Lever behilflich zu sein, ihm einfach nur das Wasser oder das Hemd zu reichen, galt als allergrößte Ehre, die über Aufstieg und Fall bei Hofe entscheiden konnte. Ob man in der Gegenwart des Königs stehen, sitzen oder sprechen durfte und selbst durch welche Tür man sein Schlafzimmer betrat, war ein für alle Anwesenden sichtbares Zeichen des eigenen Rangs. Ludwig XIV. schrieb in seinen Memoiren „Im übrigen ist es eine der hervorragendsten Wirkungen unserer Macht, einer Sache, die an sich keinen Wert hat, einen unbezahlbaren Preis zuzuordnen.“
Die Etikette galt nicht nur im Umgang mit dem König, sondern auch für jeden Herzog, jeden Prinzen, jeden Höfling. Das Protokoll regelte den Umgang miteinander und wies jedem Mitglied des Hofs einen für alle sichtbaren Platz innerhalb dieser Gesellschaft zu. Das uralte System der höfischen Etikette wurde auch unter den Nachfolgern des Sonnenkönigs kaum verändert. Ein Beispiel für das streng geregelte Hofzeremoniell ist folgende Anekdote, die durch Madame Campan, die Kammerfrau der Königin überliefert wurde und die Marie-Antoinettes Alltag im Schloss beschrieb:

„Das Lever der Königin vollzog sich analog dem Lever des Königs. Die Hofdame vom Dienst hatte das Recht, der Königin beim Ankleiden das Hemd zu reichen. Die Palastdame zog ihr den Unterrock und das Kleid an. Kam aber zufällig eine Prinzessin der königlichen Familie dazu, so stand dieser das Recht zu, der Königin das Hemd überzuwerfen. Einmal also war die Königin gerade von ihren Damen ganz ausgekleidet worden. Ihre Kammerfrau hielt das Hemd und hatte es soeben der Hofdame präsentiert, als die Herzogin von Orléans eintrat. Die Hofdame gab das Hemd der Kammerfrau zurück, die es gerade der Herzogin übergeben wollte, als die ranghöhere Gräfin von Provence dazukam. Nun wanderte das Hemd wieder zu der Kammerfrau zurück, und erst aus den Händen der Gräfin von Provence empfing es endlich die Königin. Sie hatte die ganze Zeit nackt, wie Gott sie geschaffen hat, dabeistehen und zusehen müssen, wie die Damen sich mit ihrem Hemd überkomplimentierten.“

#### Hoffeste und andere Ereignisse

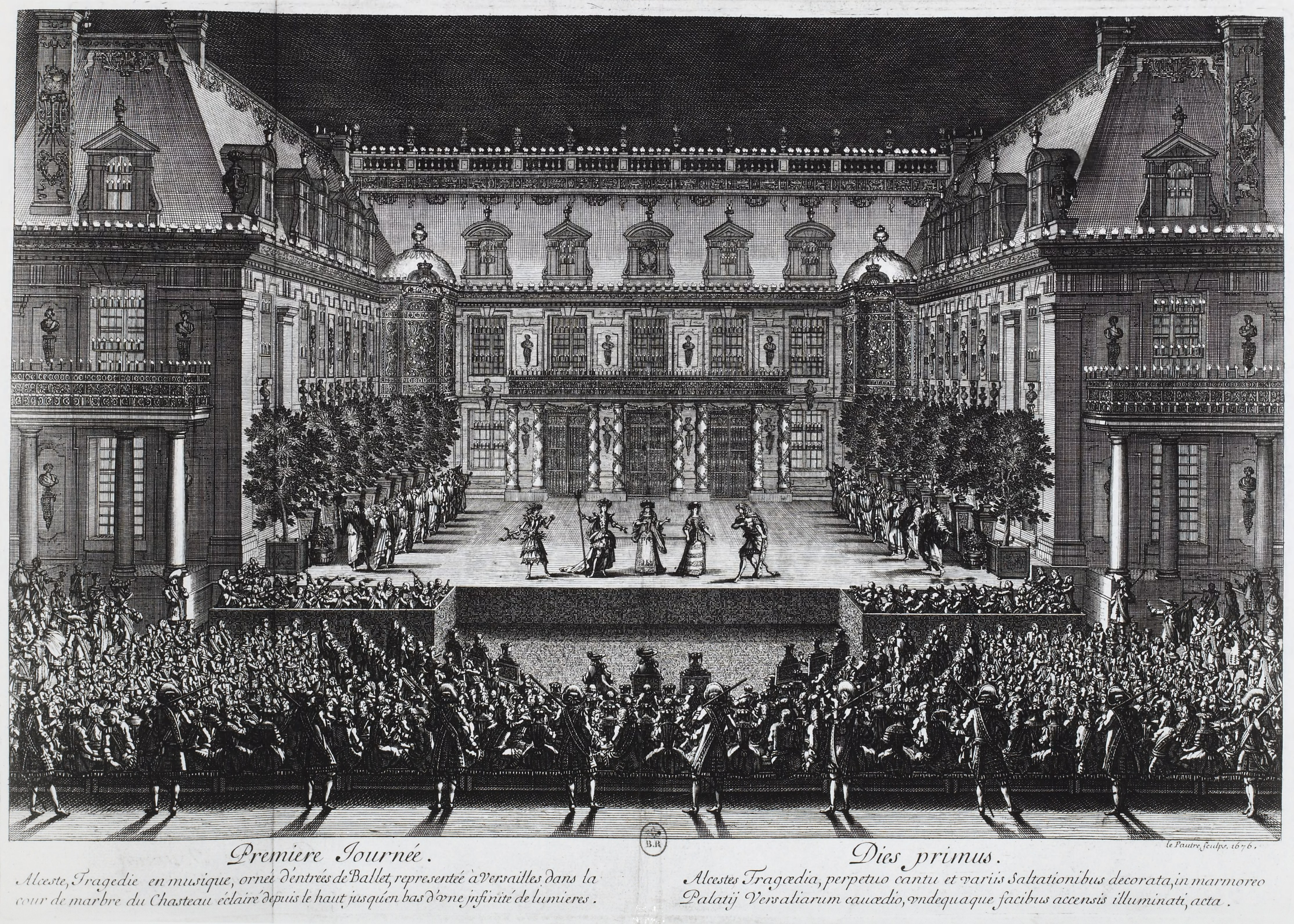
Ein Schauspiel im Marmorhof des Schlosses. Zeichnung von Jean Lepautre, 1676

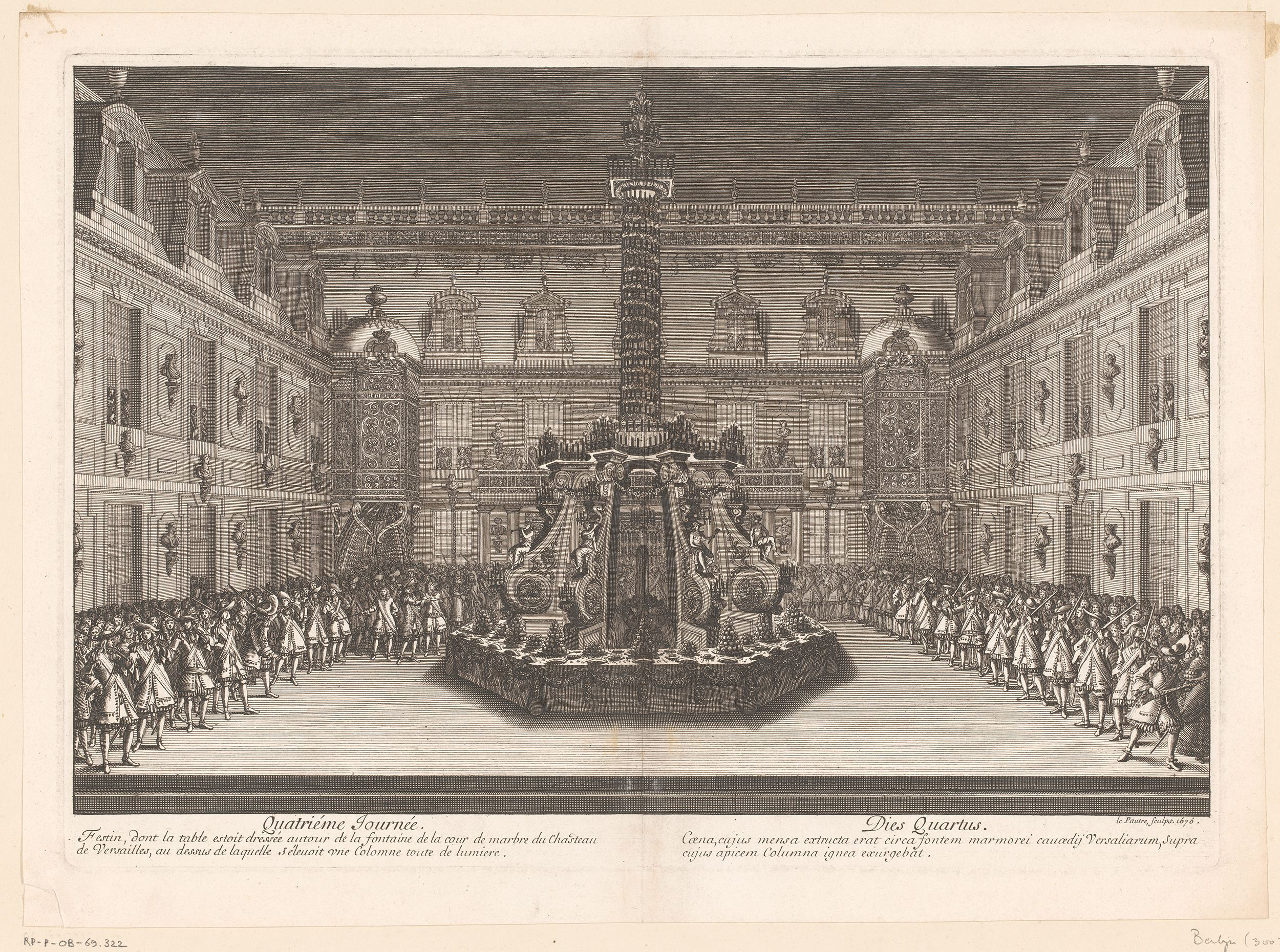
Bankett im Marmorhof, Stich von 1676

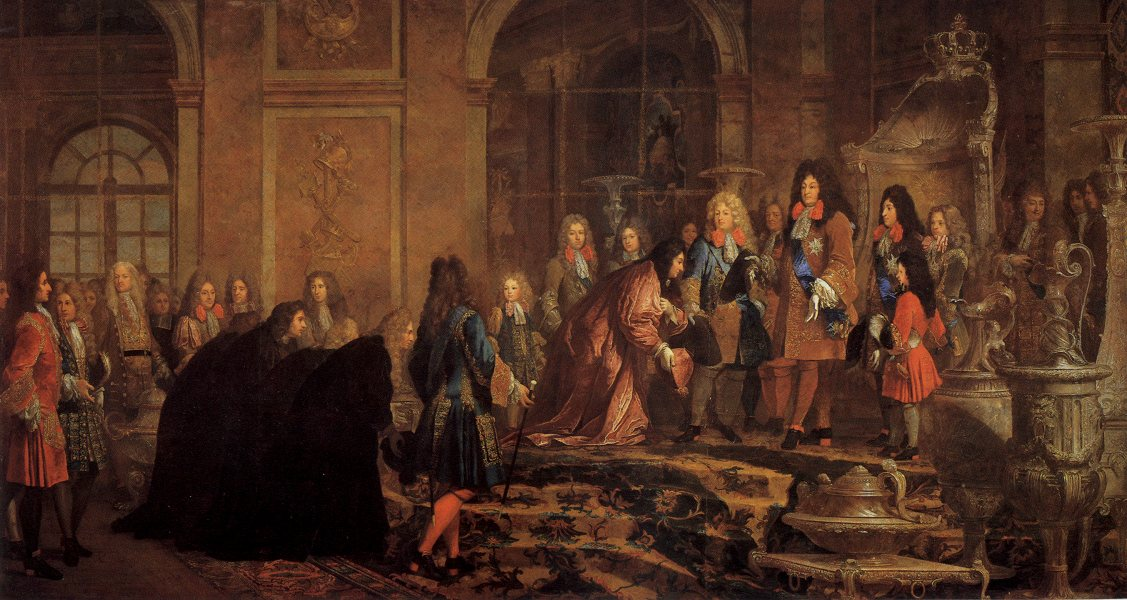
Ludwig XIV. empfängt den Dogen von Genua im Spiegelsaal, Gemälde von 1685

Der weitgehend aufgabenlose Hofadel sollte unterhalten werden, und zum Programm von Versailles gehörten zu diesem Zweck prächtige Bälle, Feste und Turniere. Der König selbst veranstaltete regelmäßig Spieleabende in seinen Appartements. Neben den ständigen Banketten, Maskenbällen und Opernaufführungen gab es verschiedene mehrtägige Feste, die durch ihren Prunk und die Anzahl der geladenen Gäste den Ruhm des Königs steigern sollten.
Besonders zwei Feste haben den Ruf Versailles’ nachhaltig geprägt: vom 7. bis 14. Mai 1664 wurde als erstes großes Fest „Die Vergnügen der verzauberten Insel“ in den soeben erweiterten Parkanlagen von König Ludwig XIV. mit rund 600 Gästen gefeiert. Das Motto des Festes, die Sage von Alcina und der Zauberinsel, war ein überaus beliebtes Thema des Barocks. Es war ein Fest, zu dem Jean-Baptiste Lully eigens neue Opern komponierte und Molière Theaterstücke schrieb und das aufgrund seines enormen Aufwandes neidvolle Blicke von allen europäischen Höfen auf sich zog. 1668 wurden anlässlich des Aachener Friedens „Die großen Vergnügungen des Königs“ veranstaltet. Dieses Fest diente nicht nur den Feierlichkeiten anlässlich des Sieges des Königs, sondern war auch ein Geschenk an seine Mätresse Madame de Montespan. Im Rahmen der Veranstaltungen wurde ein Ballett mit mehr als 1.200 beteiligten Schauspielern, Tänzern und Statisten aufgeführt. Die Musik stammte erneut vom Hofkomponisten Lully, das Libretto vom Hofdichter Molière. Weitere bedeutende Feste fanden unter anderem mit den Hochzeiten des Dauphins am 23. Februar 1745 und am 9. Februar 1747 statt, ebenso anlässlich der Hochzeit des späteren Königs Ludwig XVI. mit Marie-Antoinette im Mai 1770.
Das Schloss von Versailles war nicht nur als Stätte des Vergnügens erdacht, sondern stand als politischer Mittelpunkt Frankreichs mehrfach im Mittelpunkt der Landesgeschichte. Bereits zur Zeit Ludwigs XIII. fand mit dem Tag der Geprellten 1630 ein Ereignis statt, das langfristigen Einfluss auf die französische Politik haben sollte. Unter Ludwig XIV. wandelte sich der einstige Jagdsitz zur eigentlichen Hauptstadt des Reiches. Botschafter aus vielen europäischen Ländern und sogar Delegationen aus Siam, Persien sowie Indianer aus den Französischen Kolonien in Amerika wurden empfangen. Von der Bedeutung des Schlosses zeugen auch die verschiedenen Verträge von Versailles. 1757 verübte Robert François Damiens auf der sogenannten Königstreppe ein Attentat auf Ludwig XV. Zu den friedvolleren Begebenheiten zählen das Gastspiel des jungen Mozart von 18. November 1763 und 1. Januar 1764, und am 19. September 1783 der Start einer mit einem Hammel, einem Hahn und einer Ente beladene Montgolfière vor den Augen des Königspaars.

#### Die französische Revolution

Projekt von Gabriel Thouin für einen Landschaftsgarten am Versailler Schlosspark

Am 5. Mai 1789 traten im Grande Salle des Menus Plaisirs die Generalstände zusammen. Damit begann die konstitutionelle Phase der Französischen Revolution. Der König, dem nach der Verfassung die Einberufung und Entlassung der Generalstände zustand, ließ den Sitzungssaal aus politischen Gründen schließen. Die Abgeordneten des Dritten Standes, die sich mittlerweile zur Nationalversammlung erklärt hatten, zogen sich darauf in das außerhalb des Schlossgeländes liegende Ballhaus zurück. Dort leisteten sie am 20. Juni den Ballhausschwur „… sich niemals zu trennen, bis der Staat eine Verfassung hat …“.
Ludwig XVI. und Marie-Antoinette bewohnten das Schloss samt ihrer Familie und dem Hofstaat bis zum 5. Oktober 1789. An diesem Tag stürmten die Poissarden das Schloss und zwangen den König und seine Familie tags darauf, Versailles für immer zu verlassen und nach Paris in den Tuilerien-Palast zu ziehen. Das Schloss wurde von den Revolutionären in den folgenden Jahren zum Teil geplündert und stand weitgehend leer.

### Das 19. Jahrhundert

#### Nach der Revolution
Nach der Revolution konnte das Schloss nur notdürftig erhalten werden. Napoléon erwog, den Palast wieder als Residenz herzurichten, doch wurden die Pläne nie umgesetzt und der Kaiser der Franzosen begnügte sich damit, das Grand Trianon für Wohnzwecke umzugestalten. Seit der Regierung Louis-Philippes I. dagegen wurden die Räume des Schlosses wiederhergestellt, sowie ein historisches Nationalmuseum eingerichtet und mit Büsten, Porträts, Schlachtenbildern und anderen Kunstwerken von vorwiegend historischem Wert ausgeschmückt (darunter Meisterwerke von Horace Vernet, Eugène Delacroix, Ary Scheffer, Adolphe Yvon, James Pradier). In dieser Epoche wurden große Veränderungen im Nord- und Südflügel vorgenommen, Museumsräume in den ehemaligen Appartements eingerichtet und der große Schlachtensaal und die sogenannten Kreuzfahrer- und die Afrikasäle installiert. In diesen historistischen Museumsräumen wurden die französische und die europäische Geschichte thematisiert.
Der Gartenarchitekt Gabriel Thouin präsentierte 1820 in seinem Werk Plans raisonnés de toutes les espèces de jardins einen Vorschlag zur teilweisen Umgestaltung und Einbettung des (im Kernbereich geometrisch belassenen) Schlossparks in einen noch größeren Landschaftsgarten, der jedoch nicht umgesetzt wurde. Der deutsche Gartenarchitekt Peter Joseph Lenné wurde bei seinen Entwürfen durch den Plan Thouins beeinflusst.

#### Zweite Hälfte des 19. Jahrhunderts

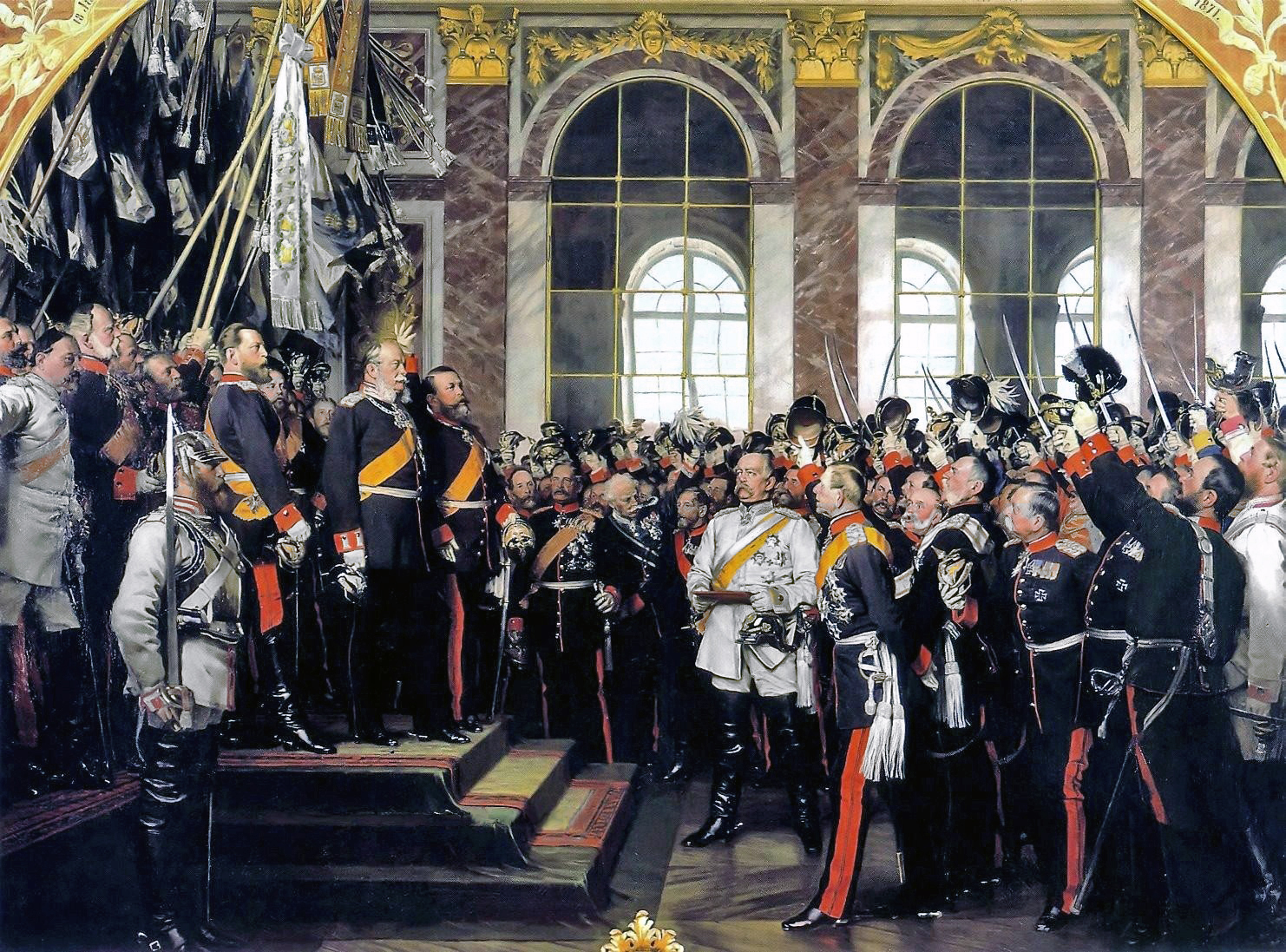
Die Proklamierung des deutschen Kaiserreiches (18. Januar 1871), Ölgemälde von Anton von Werner, 1885

Eine besondere Bedeutung gewann das Schloss für die deutsch-französische Geschichte. Vom 5. Oktober 1870 bis 13. März 1871 war es im Deutsch-Französischen Krieg Sitz des großen Hauptquartiers der deutschen Armeen. Im Spiegelsaal des Schlosses fand am 18. Januar 1871 mit der Ausrufung König Wilhelms I. von Preußen zum deutschen Kaiser Wilhelm I. die Gründung des Deutschen Reiches statt. Dieser Ort war im Sinn einer historischen Gerechtigkeit ausgewählt worden, da viele Deckengemälde die Feldzüge und Eroberungen Ludwigs XIV. in Deutschland verherrlichten. Die besiegten Franzosen hingegen sahen in dem Akt jedoch nur eine Demütigung ihres Königtums.
Die Friedenspräliminarien wurden am 26. Februar 1871 in Versailles unterzeichnet. Am 10. März 1871 verlegte die Nationalversammlung den Regierungssitz von Bordeaux nach Versailles; erst 1879 wurde er wieder nach Paris verlegt. Seit der Dritten Republik trat der Kongress des Parlaments in Versailles zusammen. Für diesen Zweck wurde ein Kongresssaal in den mittleren Lichthof des Südflügels eingebaut. Von 1879 bis 1953 wurden hier die Präsidenten der Republik gemeinsam von Abgeordneten und Senatoren gewählt. Auch heute tritt der Kongress bei Verfassungsänderungen zur Unterstreichung deren Bedeutsamkeit hier zusammen, das Schloss selbst dient oft als Ort von Staatsempfängen.

### Das 20. Jahrhundert und die Gegenwart

#### Vom Versailler Vertrag zur Nachkriegszeit

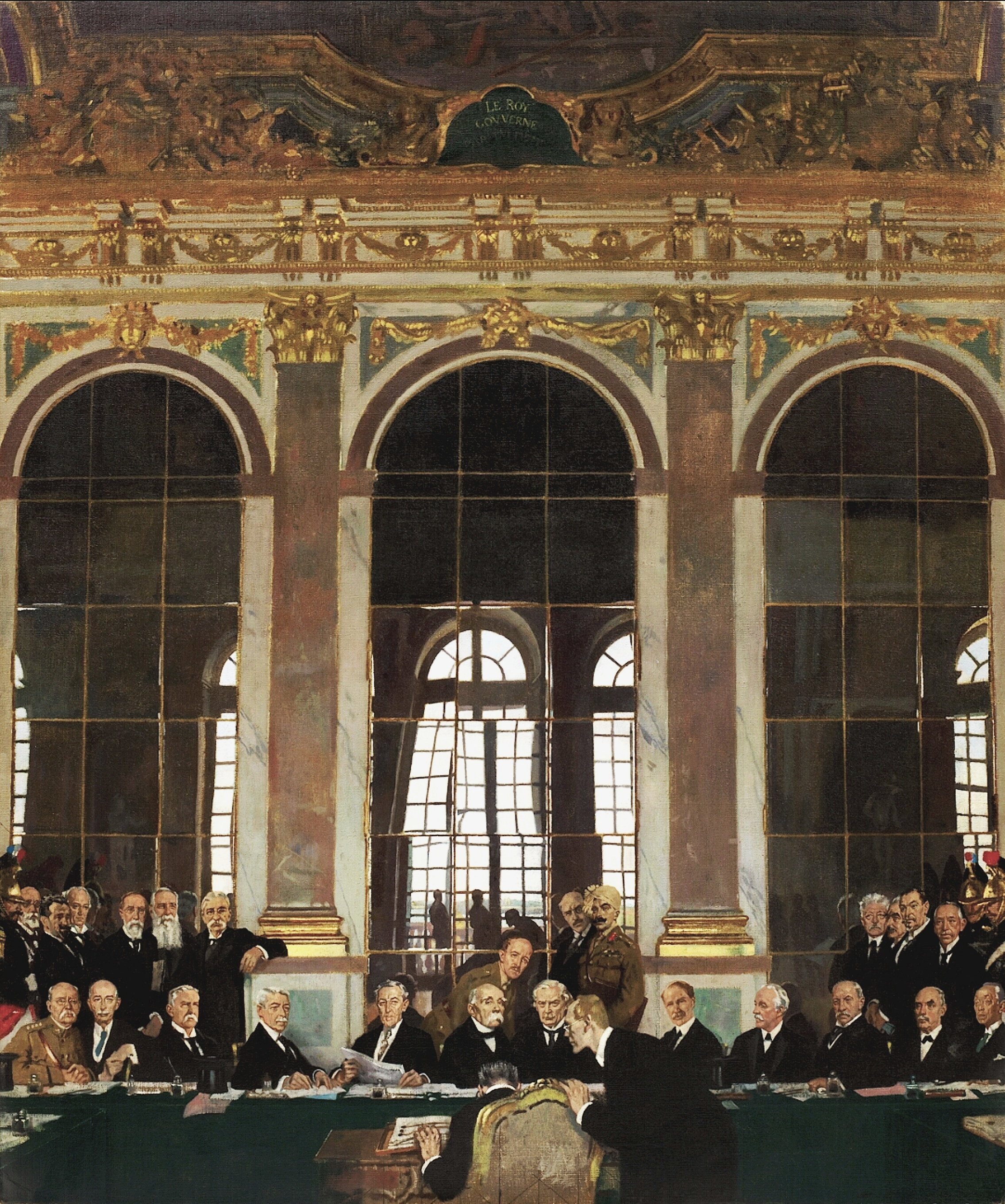
William Orpen: The Signing of Peace in the Hall of Mirrors (Die Unterzeichnung des Vertrags von Versailles am 28. Juni 1919)

Nach dem Ersten Weltkrieg wurde der Friedensvertrag, den das unterlegene deutsche Reich 1919 unterschreiben musste, im Versailler Schloss verhandelt. Die Franzosen wählten den Ort als Revanche für die Kaiserproklamation von 1871. Im Grand Trianon wurde der Vertrag von Trianon ausgehandelt. Die Bedingungen des Versailler Vertrages, die Deutschland eine Alleinschuld am Krieg anlasteten, werden als eine der Ursachen für den politischen Aufstieg der Nationalsozialisten betrachtet. Nach dem Zweiten Weltkrieg wurden Versailles und sein Schloss eine Stätte der deutsch-französischen Aussöhnung. Davon zeugten auch die Feierlichkeiten anlässlich der 40. Wiederkehr der Unterzeichnung des Élysée-Vertrages vom 22. Januar 1963 (2003) in der Schlachtengalerie.
Am 26. Juni 1978 verübten bretonische Separatisten einen Sprengstoffanschlag auf das Schloss, das ihrer Meinung nach als Symbol für den französischen Zentralismus stand. Nach 2:00 Uhr nachts explodierte ein Sprengsatz, der die Einrichtung in drei Sälen vollständig zerstörte und in sieben anderen schwere Verwüstungen anrichtete. Der entstandene Sachschaden wurde auf fünf Millionen Francs geschätzt.
1979 erfolgte die Aufnahme in die Liste des UNESCO-Weltkulturerbes. 1982 diente das Schloss als Kulisse für den Weltwirtschaftsgipfel der G7.

#### Das Schloss heute

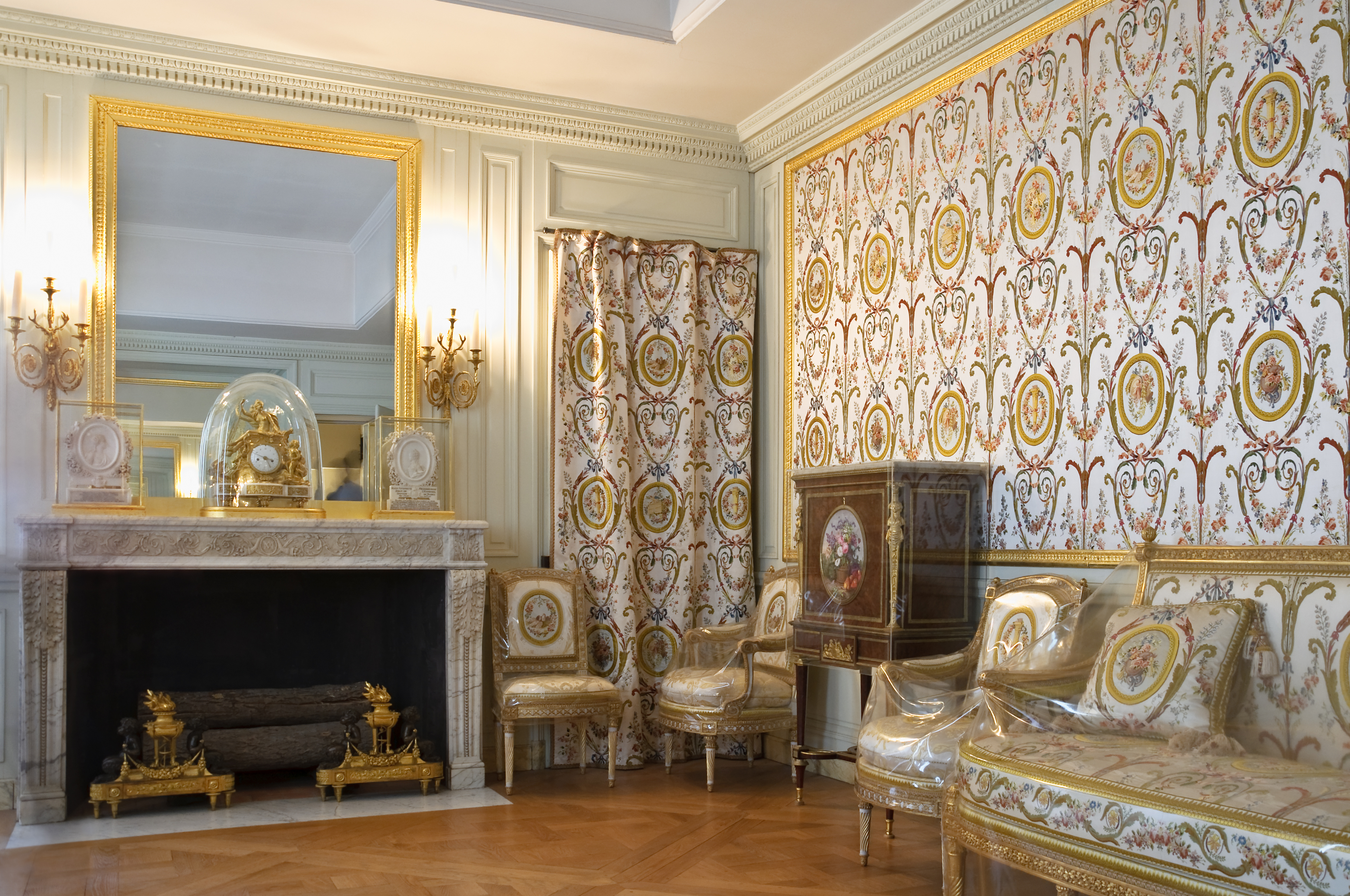
Cabinet du Billard von Marie-Antoinette. Die Seidenstoffe wurden 2011 nach Vorlagen von Jacques Gondoin von 1779 neu gewebt.

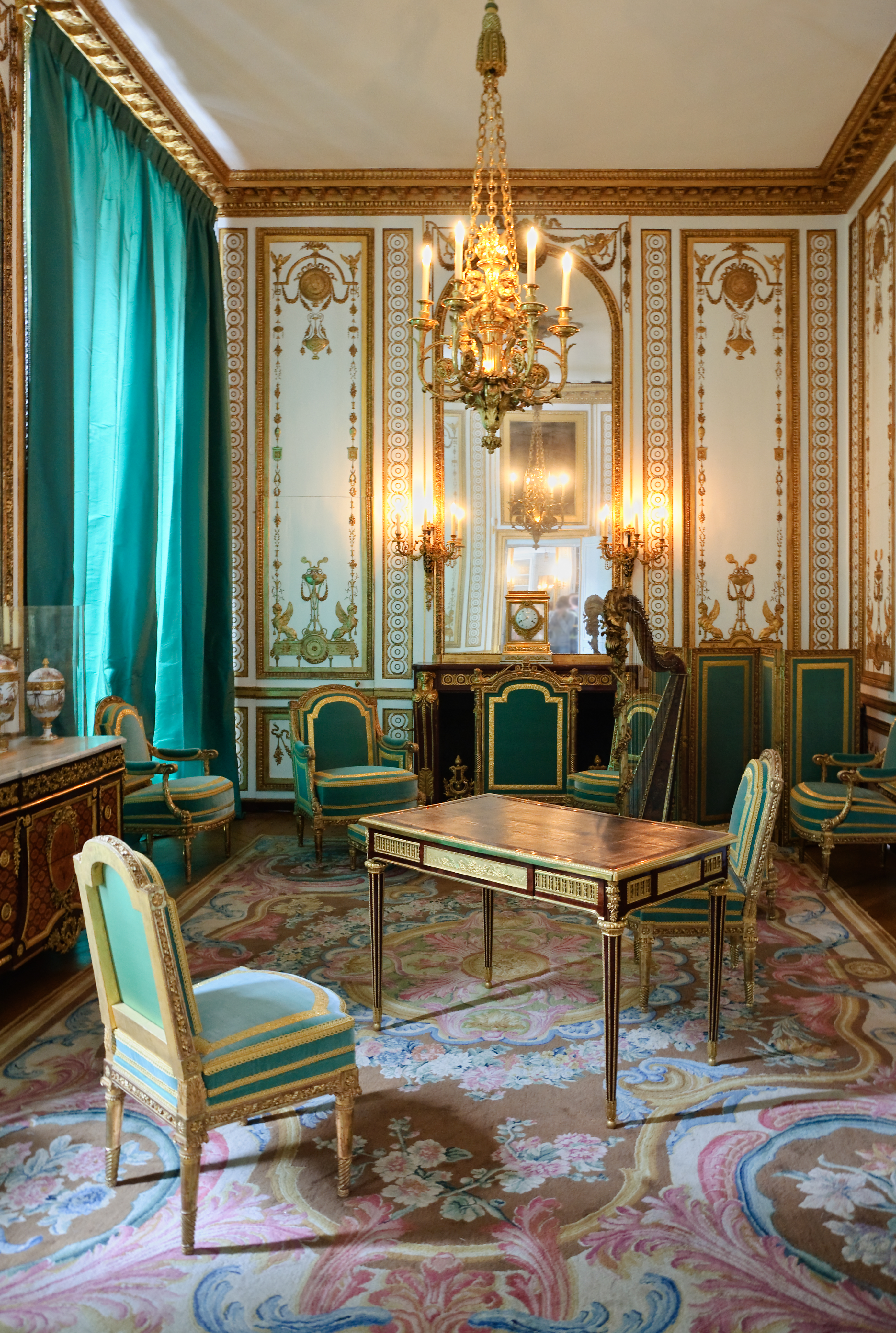
Cabinet doré von Marie-Antoinette. Der Schreibtisch von Riesener (1783) wurde 2011 vom französischen Staat erworben.

Das Schloss mit seinen Gartenanlagen, Museen und Parkschlössern ist für Besucher geöffnet und zugleich das meistbesuchte Schloss Frankreichs, es zählt damit zu den größten Touristenmagneten des Landes. Rund um den Palast, seine Pflege und Verwaltung sind um die 900 Personen beschäftigt. Versailles samt seiner Museen wird von einer staatlichen Betreibergesellschaft geführt. Von 2002 bis 2007 war die spätere französische Kulturministerin Christine Albanel Geschäftsführerin des Établissement public de Versailles, ihre Amtszeit stand in der Kritik, da Albanel keine kunstwissenschaftliche Erfahrung besaß und ihr zeitweise ein Ausverkauf des französischen Nationaldenkmals vorgeworfen wurde. Gegenwärtiger Geschäftsführer ist Jean-Jacques Aillagon.
Für die Besichtigung der verschiedenen Museen, der Sonderausstellungen und der Gartenanlagen wird ein Eintrittsgeld verlangt, EU-Bürger unter 26 Jahren und Behinderte sind davon ausgenommen. Aufgrund der weltweiten Bekanntheit von Versailles gehören Schloss und Gärten für viele Frankreich- und Paris-Touristen zum Pflichtprogramm, im Jahr 2022 wurden fast 7 Millionen Besucher gezählt. Gäste müssen unter Umständen mit langen Warteschlangen an den Kassen, besonders im Sommer und an den Wochenenden, rechnen.
In der Schlossanlage und den Gärten fanden und finden zu Beginn des 21. Jahrhunderts umfangreiche Restaurierungsarbeiten statt, die bis heute (2022) andauern. Für das Projekt stellte die Regierung unter Jacques Chirac 2003 rund 390 Millionen Euro zur Verfügung. In einem ersten Abschnitt wurden u. a. die Deckengemälde im Spiegelsaal restauriert, die im Juni 2007 fertiggestellt und der Öffentlichkeit übergeben wurden. Andere fundamentale Etappen der Restaurierungskampagne waren das Bassin de Latone und einige Boskette im Park sowie Dachstuhl, Fenster und das Äußere der Schlosskapelle (Chapelle Royale). Letztere wurde im April 2021 fertiggestellt.
Während der Olympischen Sommerspiele 2024 in Paris wurden auf den Außenanlagen des Schlosses die Reitsportwettbewerbe sowie die Entscheidungen im Modernen Fünfkampf ausgetragen.

## Personen
Das Schloss Versailles war der Geburtsort folgender Persönlichkeiten:
- Louis, Herzog von Burgund (1682–1712)
- Philipp V. von Spanien (1683–1746)
- Ludwig XV. (1710–1774)
- Louis Ferdinand (1729–1765)
- Ludwig XVI. (1754–1793)
- Ludwig XVIII. (1755–1824)
- Karl X. (1757–1836)
- Louis Antoine, Herzog von Angoulême (* 1775)
- Ludwig XVII. (1785–1795)

Hier starben unter anderem:
- Marie Therese von Frankreich († 1683)
- Maria Anna von Bayern († 1690)
- Maria Adelaide von Savoyen († 1712)
- Ludwig XIV. († 1715)
- Madame de Pompadour († 1764)
- Maria Josepha von Sachsen († 1767)
- Maria Leszczyńska († 1768)
- Ludwig XV. († 1774)

## Versailles als Vorbild
Viele im 17. und 18. Jahrhundert errichtete oder umgebaute Schlösser und Residenzen hatten das Schloss, den Park und die Stadt Versailles als Vorbild. Dabei wurde oft – aber nicht immer – die Architektur, besonders aber die Lebensart der französischen Könige und das Konzentrieren des Hofstaats an einem Ort zu imitieren versucht. Vielerorts wurde das Vorbild in neuer Formensprache interpretiert und neue große Kunstwerke geschaffen. Beispiele sind unter anderem:
in Belgien
- Schloss Belœil

in Deutschland
- Schloss Sanssouci (UNESCO-Welterbe)
- Schloss Wilhelmshöhe (UNESCO-Welterbe)
- Würzburger Residenz (UNESCO-Welterbe)
- Residenzschloss Arolsen
- Bayreuther Eremitage
- Kurfürstliches Schloss Bonn
- Schloss Charlottenburg
- Schloss Karlsruhe
- Kurfürstliches Schloss Koblenz
- Residenzschloss Ludwigsburg
- Schloss Ludwigslust
- Schloss Mannheim
- Schloss Nymphenburg
- Poppelsdorfer Schloss
- Schloss Salzdahlum (nicht mehr existent)
- Schloss Schleißheim
- Schloss Schwetzingen
- Neues Schloss Stuttgart

in Großbritannien
- Blenheim Palace
- Hampton Court Palace

in Italien
- Schloss Caserta (UNESCO-Welterbe)
- Palast Reggia di Colorno

in den Niederlanden
- Schloss Het Loo

in Österreich
- Schloss Schönbrunn (UNESCO-Welterbe)

in Polen
- Łazienki-Palast

in Portugal
- Palácio Nacional de Queluz

in Russland
- Schloss Peterhof

in Schweden
- Schloss Drottningholm (UNESCO-Welterbe)

in Spanien
- Palacio Real de Aranjuez (UNESCO-Welterbe)

in Ungarn
- Schloss Esterházy (Fertőd)

Eine Besonderheit stellt das Neue Schloss Herrenchiemsee (ebenfalls UNESCO-Welterbe) dar. Es kopiert weitgehend exakt die Mittelpartie der Gartenfront von Versailles mit der Gesandtentreppe des Grand Appartements und der Spiegelgalerie im Inneren. Herrenchiemsee wurde nicht als absolutistische Residenz geplant, sondern im 19. Jahrhundert durch Ludwig II. von Bayern als Hommage an sein Vorbild Ludwig XIV. errichtet. Im Gegensatz zu den oben genannten Beispielen sollte dieses Schloss nicht als politischer Mittelpunkt eines Herrschaftsgebiets, sondern als privates Refugium dienen.

## Film
- Marc Jampolsky (Regie und DB mit Marie Thiry): Versailles - Palast des Sonnenkönigs. Dokumentation mit Spielszenen. Frankreich, 2018, 92 Min. Arte. (Versailles unter Ludwig XIV. anhand von Restaurierungsergebnissen, 3D-Rekonstruktionen und der Digitalisierung von zahlreichen auf einander folgenden Schlossplänen. Unter Mitwirkung u. a. von Alexandre Maral, einem Konservator des Schlossmuseums, Mathieu da Vinha, Direktor des Versailler Forschungszentrums, und Matthieu Lett, einem Spezialisten für die königlichen Bilder-Sammlungen. Franz. Originaltitel: Versailles - Le palais retrouvé du Roi-Soleil)